# Hiệp định Genève 1954
Hiệp định Genève 1954 (tiếng Việt: Hiệp định Giơ-ne-vơ năm 1954) là hiệp định đình chiến được ký kết tại thành phố Genève, Thụy Sĩ nhằm khôi phục hòa bình ở Đông Dương. Hiệp định dẫn đến chấm dứt sự hiện diện của quân đội Pháp trên bán đảo Đông Dương và chính thức chấm dứt chế độ thực dân Pháp tại Đông Dương.
Hội nghị Genève khai mạc ngày 26 tháng 4 năm 1954 nhằm mục đích ban đầu để bàn về vấn đề khôi phục hòa bình tại Triều Tiên và Đông Dương. Do vấn đề Triều Tiên không đạt được kết quả nên từ ngày 8 tháng 5, vấn đề Đông Dương được đưa ra thảo luận.
Hiệp định hình thành sau 75 ngày đàm phán với 8 phiên họp rộng và 23 phiên họp hẹp cùng các hoạt động tiếp xúc ngoại giao dồn dập đằng sau các hoạt động công khai. Hiệp định được ký ngày 20 tháng 7 năm 1954.

## Bối cảnh

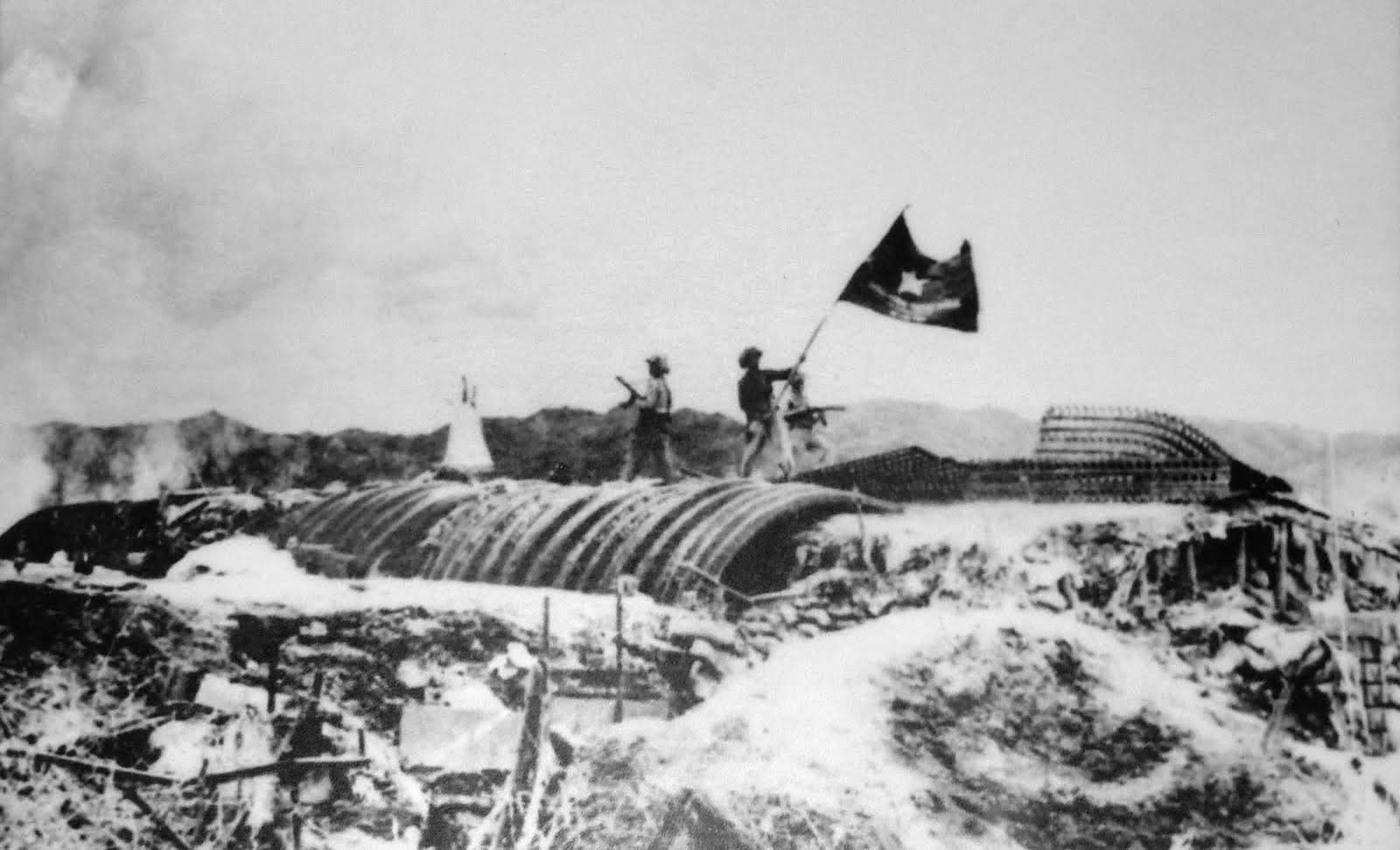
Quân đội Nhân dân Việt Nam phất cờ Quyết chiến Quyết thắng trên nóc hầm chỉ huy của Pháp tại Điện Biên Phủ.

Tháng 7 năm 1953, chỉ huy mới của quân Pháp, tướng Henri Navarre, đến Đông Dương. Được sự hứa hẹn về việc Mỹ tăng viện trợ quân sự, Navarre chuẩn bị cho một cuộc tổng phản công mà báo chí Pháp và Mỹ gọi là "Kế hoạch Navarre".
Ngày 18 tháng 7 năm 1953, Navarre mở cuộc hành quân Hirondelle ("Con én") vào Lạng Sơn và cuộc hành binh "Camargue" vào Quảng Trị nhằm phá hủy được một số dụng cụ và máy móc của Việt Nam Dân chủ Cộng hòa. Ở Lạng Sơn, quân Pháp lùng sục các kho tàng rồi vội vã rút chạy. Sau đó, truyền thông Pháp loan tin quân đội đã diệt được hai tiểu đoàn, một số căn cứ ở trong khu tam giác là mối đe dọa trên quốc lộ số 1.
Liên tiếp với hai cuộc hành quân này, ngày 9 tháng 8 năm 1953, Pháp rút quân ra khỏi Nà Sản bằng không vận. Trước đây, năm 1952, Pháp đặt cứ điểm Nà Sản để ngăn Quân đội Nhân dân Việt Nam tiến công quân Pháp ở Lào.
Ngày 15 tháng 10 năm 1953, Navarre mở Cuộc hành quân Moutte vào Ninh Bình và Thanh Hóa hòng giành lại thế chủ động trên chiến trường chính. Mục đích chính lại là phá các căn cứ hậu cần tiền duyên của Quân đội Nhân dân Việt Nam trong cuộc tiến công 1953–1954 được cho là sẽ diễn ra ở đồng bằng. Nhưng thực sự trong kế hoạch Quân đội Nhân dân Việt Nam được đề ra hồi tháng 9, đồng bằng Bắc Bộ chỉ là chiến trường phối hợp. Cuộc hành quân Moutte diễn ra là sự suy đoán sai của Navarre cùng sự xuất sắc của bộ đội mật mã Việt Nam.
Tháng 11 năm 1953, Navarre mở cuộc hành quân Castor đánh chiếm Điện Biên Phủ – Khu vực mà ông cho rằng có vị trí chiến lược chặn giữa tuyến đường chính của Quân đội Nhân dân Việt Nam sang Lào. Navarre xem căn cứ này vừa là một vị trí khóa chặn, vừa là một cái bẫy để nhử đối phương vào một trận đánh lớn theo kiểu kinh điển và có tính chất quyết định mà tại đó Quân đội Nhân dân Việt Nam sẽ bị tiêu diệt bởi pháo binh và hỏa lực không quân vượt trội của Pháp. Navarre đã chọn Điện Biên Phủ - vùng đất nằm trong một thung lũng lớn, cách Hà Nội 200 dặm đường không, với sự chi viện của khoảng 400 máy bay. Quân Pháp sau những trận đánh nống thất bại đã nhường các điểm cao xung quanh cho Quân đội Nhân dân Việt Nam, Navarre cho rằng khi đó Quân đội Nhân dân Việt Nam không đủ khả năng đưa pháo lên Điện Biên Phủ nên sẽ không có nguy hiểm gì từ các điểm cao. Điện Biên Phủ được Navarre xem như là một "cái nhọt tụ độc", hút hết phần lớn chủ lực của Quân đội Nhân dân Việt Nam và đảm bảo an toàn cho đồng bằng Bắc Bộ.
Khi đó, Đại tướng Võ Nguyên Giáp đang nghĩ tới một cuộc tấn công, hy vọng sẽ mở được một con đường xuyên Lào thọc qua Campuchia. Sau đó đưa lực lượng Quân đội Nhân dân Việt Nam tại miền Bắc vào chi viện bổ sung cho lực lượng sẵn có ở Nam Bộ. Trong cuộc họp tháng 11 năm 1953 của Bộ Quốc phòng Việt Nam Dân chủ Cộng hòa, các chỉ huy quân sự quyết định mở Chiến cục đông xuân 1953–1954 để xé lẻ khối quân chủ lực của Pháp đang co cụm đồng bằng Bắc Bộ. Các vị trí tiến công được xác định ở Lai Châu, Trung – Hạ Lào và Tây Nguyên. Ý tưởng tuyến đường chiến lược xuyên Lào sẽ được thực hiện một phần trong tương lai thông qua con đường mòn Hồ Chí Minh.

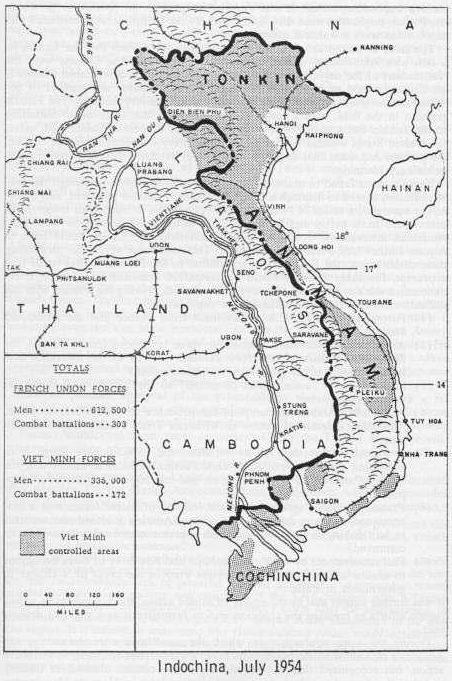
Bản đồ Đông Dương tháng 7 năm 1954, Nguồn: The Pentagon Papers Gravel Edition, Volume 1, Chapter 3, "The Geneva Conference, May-July, 1954", page 123 (Boston: Beacon Press, 1971)

Chiến dịch Lai Châu và Chiến dịch Trung Lào tháng 12 năm 1953 đến tháng 1 năm 1954 đã giúp Quân đội Nhân dân Việt Nam nắm giữ mảng lớn còn lại của vùng Tây Bắc (Điện Biên Phủ chỉ là một thung lũng nhỏ) và phần lớn vùng Trung và Nam Lào.
Để đối phó, Navarre tăng cường cho Điện Biên Phủ khiến nó trở thành một "pháo đài bất khả xâm phạm" trong con mắt phương Tây. Nhưng Navarre không hề biết rằng bản thân đã rơi vào một cái "bẫy" của Võ Nguyên Giáp khi "đặt bẫy" đối thủ của mình. Việc xây dựng một tập đoàn cứ điểm ở vùng núi Tây Bắc hiểm trở hút đi của Pháp những đơn vị thiện chiến nhất. Điều đó tạo nên khoảng trống không thể bù vào ở đồng bằng Bắc Bộ.
Đại tướng Võ Nguyên Giáp quyết định vào "bẫy", và đưa vào Điện Biên Phủ 4 sư đoàn với một số lượng lớn pháo xấp xỉ quân Pháp ở Điện Biên Phủ, dù cơ số đạn hạn chế (chủ yếu là thu được của Pháp; phần Trung Quốc viện trợ rất hạn chế do nước này tham chiến tại Triều Tiên). Những cuộc tiến công trên toàn Đông Dương không cho Pháp tập hợp một đội quân cơ động ứng cứu. Những đơn vị phòng không đầu tiên của Quân đội Nhân dân Việt Nam được huấn luyện ở Liên Xô về nước tham chiến. Một lực lượng khổng lồ dân công làm công tác vận tải. Các đơn vị mạnh nhất của Quân đội Nhân dân Việt Nam bao vây quân Pháp ở Điện Biên Phủ.
Cuộc vây hãm Điện Biên Phủ diễn ra từ ngày 13 tháng 3 đến ngày 7 tháng 5 khi quân Pháp đầu hàng. Ở Washington đã có cuộc tranh luận về việc Mỹ có nên trực tiếp can thiệp bằng quân sự, nhưng tổng thống Eisenhower đã quyết định loại bỏ khả năng này do chính quyền Anh sẽ không ủng hộ.
Cục diện chiến trường Đông Dương, tại thời điểm trong và sau Chiến dịch Điện Biên Phủ, Việt Nam Dân chủ Cộng hòa kiểm soát khoảng {\displaystyle {\tfrac {2}{3}}} lãnh thổ Việt Nam, nhưng chủ yếu là các vùng nông thôn và rừng núi, một số thị xã nhỏ, chưa kiểm soát được các thành phố lớn, Pháp kiểm soát một số tỉnh đồng bằng và các thành phố lớn đông dân cư, một số tỉnh đồng bằng nằm trong vùng tranh chấp. Việt Minh kiểm soát gần như toàn bộ miền Bắc Việt Nam nhưng tại miền Nam Việt Nam, Quân đội Quốc gia Việt Nam và quân đội Pháp chiếm ưu thế, quân đội riêng của các giáo phái tự trị cũng khá mạnh nên Việt Minh chỉ kiểm soát được một số vùng tại Nam Trung Bộ, Đông Nam Bộ và Tây Nam Bộ.
Sau 56 ngày đêm, cứ điểm Điện Biên Phủ thất thủ, toàn bộ 16000 quân Pháp bị tiêu diệt hoặc bị bắt làm tù binh. Điện Biên Phủ là chiến thắng quân sự lớn nhất của Quân đội Nhân dân Việt Nam trong toàn bộ chiến tranh Đông Dương. Trên phương diện quốc tế trận này có một ý nghĩa rất lớn: lần đầu tiên quân đội của một quốc gia thuộc địa châu Á đánh thắng bằng quân sự một quân đội của một cường quốc châu Âu. Trận Điện Biên Phủ đã đánh bại ý chí duy trì Đông Dương là lãnh thổ thuộc Liên hiệp Pháp của Pháp và buộc nước này ra khỏi Đông Dương. Ngày 8 tháng 5, hội nghị Geneva bắt đầu họp bàn về vấn đề khôi phục hòa bình ở Đông Dương.

## Triệu tập hội nghị
Theo Phó Thủ tướng kiêm Ngoại trưởng Vũ Khoan, Hội nghị Genève là một sự dàn xếp của các nước lớn gồm: Liên Xô, Mỹ, Anh và Pháp. Do Trung Quốc lúc đó chưa có ghế trong Hội đồng Bảo an Liên Hợp Quốc nên chưa được tham gia. Hội nghị được tổ chức khi Stalin vừa qua đời, nội bộ Liên Xô chưa ổn định và nước này có nhu cầu hòa hoãn với phương Tây. Pháp thì đang kiệt quệ ở Đông Dương, Anh tham gia với mục đích vớt vát vai trò đang mai một do thiệt hại từ Thế chiến II và do đang phải đối phó với phong trào đòi độc lập của các thuộc địa. Các nước này đều có nhu cầu ngồi lại với nhau. Riêng Mỹ, nước này muốn duy trì thế thao túng với Tây Âu nên không tham gia, thậm chí phá rối Hội nghị. Do phải đơn phương đối đầu với phương Tây, Liên Xô cũng cần Trung Quốc tham gia Hội nghị làm tăng thế cân bằng. Về phía Trung Quốc, nước này với ưu thế là tham chiến ở Triều Tiên, là một nước lớn và có chung biên giới với cả Triều Tiên và Đông Dương. Trung Quốc cũng muốn tham gia hàng ngũ các cường quốc và có ghế trong Hội đồng Bảo an.
Ngày 25/1/1954, bốn nước Anh, Pháp, Mỹ, Liên Xô gặp nhau tại khu vực do Mỹ kiểm soát ở Berlin nhằm giải quyết việc thống nhất nước Đức. Tại Hội nghị này ngoại trưởng Pháp Georges Bidault gặp riêng Ngoại trưởng Liên Xô Molotov, Ngoại trưởng Anh Eden và Ngoại trưởng Mỹ Dulles để thuyết phục các nước này đưa vấn đề Đông Dương ra thảo luận tại một hội nghị sẽ được tổ chức trong tương lai. Trước đó, Molotov đã đề nghị với Bidault rằng Liên Xô sẽ giúp Pháp thu xếp đình chiến tại Đông Dương với điều kiện Pháp rút khỏi Cộng đồng Phòng thủ châu Âu nhưng Pháp từ chối. Hội nghị ở Berlin kết thúc ngày 18/2/1954 mà không mang lại kết quả nào về việc thống nhất nước Đức tuy nhiên các bên tham dự đồng ý lời đề nghị của Ngoại trưởng Liên Xô Molotov mở cuộc đàm phán bao gồm 5 nước lớn tại Genève vào ngày 26/4/1954 để bàn về việc hòa giải và tái lập hòa bình tại Triều Tiên và Đông Dương.
Bộ trưởng Quốc phòng Pháp René Pleven cho rằng tình hình chính trị và quân sự tại Việt Nam hoàn toàn không có lợi cho Pháp. Cá nhân René Pleven cũng cho rằng Việt Minh không được dân chúng ưa chuộng nhưng khiến người ta sợ và tôn trọng những lãnh thổ do Việt Minh kiểm soát ngày càng tăng. Pleven cho rằng phải cố gắng hết sức ở Hội nghị Genève để tìm một giải pháp có thể chấp nhận được nhưng ông cũng khuyên phải tránh tiếp xúc trực tiếp với Hồ Chí Minh để Quốc gia Việt Nam không coi đó là việc Pháp phản bội đồng minh. Tuy nhiên, phía Việt Minh lại cho rằng họ nhận được sự ủng hộ rộng rãi không chỉ của người dân trong nước mà còn cả Việt kiều ở nước ngoài, đặc biệt là Việt kiều sống tại Pháp. Việc Việt Minh nhận được sự ủng hộ rộng rãi một cách tự nguyện của người dân trong cả nước cũng được các sử gia phương Tây xác nhận. Thậm chí, ông Bùi Diễm, sau này là Đại sứ Việt Nam Cộng hòa tại Mỹ, cũng thừa nhận sự căm thù của người Việt dành cho quân đội Pháp, thậm chí ngay trong hàng ngũ Quân đội Quốc gia Việt Nam cũng có nhiều người tức giận khi bị người Pháp khinh miệt.
Ngày 10 tháng 3 năm 1954, Việt Nam Dân chủ Cộng hòa chấp thuận tham dự Hội nghị Genève theo đề nghị của Pháp. Ngày 8 tháng 5 năm 1954, tin về kết quả Chiến dịch Điện Biên Phủ được truyền đến Geneva. Sáng sớm 8 tháng 5 năm 1954, vấn đề Đông Dương chính thức được đưa lên bàn đàm phán.

## Thành phần tham dự
- Phái đoàn Anh Quốc, do Anthony Eden làm trưởng đoàn.
- Phái đoàn Hoa Kỳ, do Bedell Smith làm trưởng đoàn.
- Phái đoàn Liên bang Xô viết, do Viacheslav Molotov làm trưởng đoàn.
- Phái đoàn Cộng hòa Nhân dân Trung Hoa, do Chu Ân Lai làm trưởng đoàn.
- Phái đoàn Pháp, do Georges Bidault làm trưởng đoàn.
- Phái đoàn Việt Nam Dân chủ Cộng hòa, do Phạm Văn Đồng làm trưởng đoàn[12].
- Phái đoàn Quốc gia Việt Nam, do Nguyễn Quốc Định làm trưởng đoàn sau thay thế bởi Nguyễn Trung Vinh rồi Trần Văn Đỗ (không được tham gia đàm phán tại hội nghị, việc đàm phán do phái đoàn Pháp thực hiện và chỉ thông báo lại sau khi ký kết).
- Phái đoàn Vương quốc Lào, do Phumi Sananikone làm trưởng đoàn (không tham gia đàm phán trực tiếp, ủy nhiệm cho phái đoàn Pháp).
- Phái đoàn Vương quốc Campuchia, do Tep Than, làm trưởng đoàn (không tham gia đàm phán trực tiếp, ủy nhiệm cho phái đoàn Pháp).
- Hai phái đoàn Pathet Lào và Khmer Issarak không được chính thức tham gia hội nghị mà ủy nhiệm cho phái đoàn Việt Nam Dân chủ Cộng hòa. Tất cả các nguyện vọng của hai đoàn này được Việt Nam Dân chủ Cộng hòa trình bày trước hội nghị.

Hai đồng chủ tịch Hội nghị là Liên Xô và Anh.

## Lập trường và quan điểm của các bên tham dự

### Lập trường củaViệt Nam Dân chủ Cộng hòa
Phía Việt Nam Dân chủ Cộng hòa, Phó Thủ tướng Phạm Văn Đồng đề ra lập trường 10 điểm:
1. Pháp công nhận độc lập, chủ quyền và toàn vẹn lãnh thổ của Việt Nam, Lào và Campuchia.
2. Ký một hiệp định về việc rút quân đội nước ngoài ra khỏi 3 nước trong thời hạn do các bên tham chiến ấn định. Trước khi rút quân, đạt thỏa thuận về nơi đóng quân của lực lượng Pháp hay Việt Nam trong một số khu vực hạn chế.
3. Tổ chức tổng tuyển cử tự do trong 3 nước nhằm thành lập chính phủ duy nhất cho mỗi nước.
4. Việt Nam Dân chủ Cộng hòa tuyên bố ý định xem xét việc tự nguyện gia nhập Liên hiệp Pháp và những điều kiện của việc gia nhập đó.
5. Ba nước thừa nhận các quyền lợi kinh tế, văn hóa của Pháp tại mỗi nước. Sau khi chính phủ duy nhất được thành lập, các quan hệ kinh tế và văn hóa được giải quyết theo đúng các nguyên tắc bình đẳng và củng cố.
6. Hai bên cam kết không truy tố những người hợp tác với đối phương trong thời gian chiến tranh.
7. Trao đổi tù binh và dân thường bị bắt trong chiến tranh
8. Ngừng bắn hoàn toàn và đồng thời trên toàn Đông Dương, đình chỉ đưa quân đội và thiết bị quân sự mới vào Đông Dương, lập Ủy ban Liên hợp quân sự hai bên và Ủy ban Quốc tế giám sát để bảo đảm thực hiện Hiệp định đình chiến.
9. Giới tuyến quân sự không được coi là biên giới quốc gia và chỉ tồn tại cho đến khi hoàn thành Tổng tuyển cử để thành lập chính phủ liên hiệp.
10. Chấp nhận nhượng bộ về việc tồn tại giới tuyến quân sự, đổi lại các lực lượng quân sự nước ngoài phải rời khỏi Việt Nam. Lập trường ban đầu của Việt Nam là tập kết tại chỗ. Nếu không được sẽ chuyển sang phương án lấy Vĩ tuyến 13, cắt ngang đèo Đại Lãnh giữa Phú Yên và Khánh Hòa, làm giới tuyến quân sự tạm thời. Giới tuyến quân sự không được coi là biên giới quốc gia.[14][15]

Tuy nhiên, nếu xét về mặt chủ trương, Việt Nam Dân chủ Cộng hòa có mục tiêu "độc lập, thống nhất, dân chủ và hòa bình" với 4 phương châm:
1. Mục đích không thay đổi nhưng để đạt được mục đích có con đường thẳng, có con đường quanh co
2. Tôn trọng chủ quyền Việt Nam, bình đẳng, tự nguyện có lợi cả hai bên
3. Lực lượng chủ quan (nội lực của Việt Nam) là điều kiện căn bản để đi tới thắng lợi
4. Luôn luôn đặt lợi ích của Việt Nam trong lợi ích của phong trào hoà bình, dân chủ xã hội chủ nghĩa[16]

Thậm chí trước khi Chiến dịch Điện Biên Phủ bắt đầu, Hồ Chí Minh còn tuyên bố vào tháng 11/1953: "Nếu Chính phủ Pháp đã rút được bài học trong cuộc chiến tranh mấy năm nay, muốn đi đến đình chiến ở Việt Nam bằng cách thương lượng và giải quyết vấn đề Việt Nam theo lối hòa bình thì nhân dân và Chính phủ Việt Nam dân chủ cộng hòa sẵn sàng tiếp ý muốn đó... Cơ sở của đình chiến ở Việt Nam là Chính phủ Pháp thật thà tôn trọng nền độc lập thật sự của nước Việt Nam"
Phía Việt Nam Dân chủ Cộng hòa tham dự Hội nghị ở thế tương đối bị động dù đã có sự chuẩn bị trước do sự thiếu thông tin từ việc phải đặt căn cứ ở vùng rừng núi, không kiểm soát được các thành phố lớn và thiếu một hệ thống tình báo chiến lược có hiệu quả. Phái đoàn Việt Nam Dân chủ Cộng hòa phải dựa vào thông tin từ phía Liên Xô và Trung Quốc cung cấp. Phía Việt Nam Dân chủ Cộng hòa tỏ ra thiếu kinh nghiệm khi coi thường các hoạt động của các chính phủ thuộc Liên hiệp Pháp như Vương quốc Lào, Vương quốc Campuchia và Quốc gia Việt Nam. Cũng do thiếu thông tin nên Việt Nam Dân chủ Cộng hòa đã không đánh giá được hết ý đồ của các nước lớn trong đó có vai trò của Trung Quốc, tham vọng của Anh và Hoa Kỳ cũng như không nắm được hết những mâu thuẫn giữa những nước lớn với nhau.
Theo Phó Thủ tướng Vũ Khoan, do lực lượng Pathet Lào và Khmer Issarak không được tham dự Hội nghị đã gây bất lợi về tương quan lực lượng cho Việt Nam, khiến sức ép tạo ra cho đối phương là không đủ. Tại Hội nghị,
Trưởng đoàn Phạm Văn Đồng đã dành toàn bộ bài phát biểu đầu tiên cho việc đòi đại diện các lực lượng kháng chiến Lào và Căm-pu-chia phải được tham dự Hội nghị như các thành viên bình đẳng. Lúc đó, Bộ trưởng Ngoại giao Pathet Lào là Nu Hắc và Bộ trưởng Ngoại giao Khmer Khmer Issarak Keo Pha đã có mặt tại Genève để phối hợp đấu tranh với Việt Nam. Tuy nhiên, các nước phương Tây bác bỏ đề nghị của Việt Nam về việc cho Pathet Lào và Khmer Issarak tham gia Hội nghị do Hội nghị tách biệt vấn đề tại Việt Nam và vấn đề tại Lào-Campuchia thành hai vấn đề khác nhau. Lập trường ban đầu của Trung Quốc giống với Việt Nam là giải quyết cùng một lúc vấn đề ở ba nước Đông Dương. Tuy nhiên, đến giữa tháng 5, sau khi Việt Nam chiến thắng trong Chiến dịch Điện Biên Phủ, Trung Quốc chuyển sang ủng hộ quan điểm của các nước phương Tây. Ngày 20/6, Chu Ân Lai đã tiếp Ngoại trưởng Vương quốc Campuchia (thân Pháp) Tep Phan và 21/6 đã tiếp Ngoại trưởng Vương quốc Lào (thân Pháp) Sananikon để bàn thảo các vấn đề liên quan giữa những bên này với Trung Quốc và Việt Nam. Tới ngày 12/7, Chu Ân Lai ép phái đoàn Việt Nam chấp nhận phương án Pathet Lào tập kết về hai tỉnh Thượng Lào còn Khmer Issarak không nên vấn đề tập kết quân sự, Quân đội nhân dân Việt Nam rút quân khỏi Campuchia. Quan điểm này khác với quan điểm của Việt Nam là Pathet Lào sẽ tập kết ở các tỉnh giáp biên với Việt Nam. Tuy nhiên, Việt Nam vẫn quyết tâm bảo vệ lợi ích của Pathet Lào và Khmer Issarak bất chấp sức ép của Trung Quốc.

### Lập trường củaPháp
Cả Pháp lẫn Việt Nam đều xác định trận Điện Biên Phủ là trận chiến quyết định vị thế hai bên trước khi bước vào bàn đàm phán. Chính phủ chủ chiến ở Pháp gặp nhiều sức ép trong nội bộ khi phong trào phản chiến lên cao, vị thế Đảng Cộng sản Pháp trong Quốc hội được nâng lên, giải pháp Bảo Đại không phát huy tác dụng. Pháp muốn có một lối thoát trong danh dự khỏi cuộc chiến cũng như bảo vệ các lợi ích còn sót lại tại Đông Dương. Ban đầu phái đoàn Pháp tham dự Hội nghị giữ lập trường khá cứng rắn: đàm phán với Việt Nam Dân chủ Cộng hòa để xoa dịu dư luận và để chính phủ của Thủ tướng Laniel tránh bị mất tín nhiệm, đồng thời tranh thủ thời gian cứu nguy cho quân đội Pháp ở Đông Dương. Phía Pháp chủ trương chỉ giải quyết vấn đề quân sự theo kiểu Triều Tiên, nghĩa là ngừng bắn và giải giáp tại chỗ những lực lượng không chính quy mà không có giải pháp chính trị. Sau một thời gian giữ lập trường cứng rắn thì Pháp gánh chịu thất bại lớn ở trận Điện Biên Phủ, nội các của thủ tướng Laniel bị nhân dân Pháp lên án, buộc phải từ chức ngày 12 tháng 6.
Phe chủ chiến ở Pháp bị đánh đổ, Mendès France thuộc phái chủ hòa lập chính phủ mới. Ngày 18 tháng 6, khi nhậm chức, Mendès France tuyên bố sẽ từ chức nếu trong vòng một tháng không đạt được ngừng bắn ở Đông Dương. Pháp muốn rút khỏi chiến tranh Đông Dương trong danh dự đồng thời duy trì những lợi ích kinh tế và ảnh hưởng văn hoá tại Lào, Campuchia và miền Nam Việt Nam. Pháp không chấp nhận phương án vĩ tuyến 13 của Việt Nam với lý do chính quyền Bảo Đại vẫn cần phải có Huế, đồng thời Pháp vẫn cần Đường 9 để tiếp tế cho Lào từ Biển Đông, đồng thời mất Tây Nguyên thì sớm hay muộn Việt Nam Dân chủ Cộng hóa cũng sẽ chiếm miền Nam Việt Nam. Pháp đề xuất vĩ tuyến 18 để ép Việt Nam phải từ bỏ vùng kháng chiến ở khu vực miền Trung gồm các tỉnh Thanh Hóa, Nghệ An, Hà Tĩnh, những địa bàn có lực lượng Việt Minh rất mạnh cả về chính trị lẫn quân sự. Bộ trưởng Quốc phòng René Pleven khẳng định: "Vấn đề Đông Dương chỉ có thể giải quyết bằng cách nhượng bộ Trung Quốc, công nhận ngoại giao và hủy bỏ cấm vận buôn bán (đối với Việt Nam)".
Trưởng phái đoàn Pháp là Mendes bày tỏ sự nghi ngờ với phía Việt Nam khi cho rằng nhiều khả năng Việt Nam sẽ phong tỏa Đường 9 - Khe Sanh như Liên Xô đã làm khi phong tỏa Tây Berlin sau Chiến tranh Thế giới lần thứ hai. Căn cứ vào diễn biến giữa Lào và Pháp, phái đoàn Việt Nam đã nhận định Đường 9 rất quan trọng với Pháp chứ không phải đơn thuần là một chiêu bài đàm phán khi Pháp rất cứng rắn khi nhắc tới vấn đề Lào và trước khi từ nhiệm, Tổng thống Eisenhower cũng đã ép Tổng thống Kenedy bằng mọi giá phải giữ được Vương quốc Lào (thân Pháp).

### Lập trường của Quốc gia Việt Nam
Ngày 4/6/1954, trước khi Hiệp định Genève được ký kết 6 tuần, thủ tướng Pháp đã ký tắt dự thảo Hiệp ước Matignon (1954) với Thủ tướng Quốc gia Việt Nam. Bản dự thảo dự kiến công nhận Quốc gia Việt Nam hoàn toàn độc lập khỏi Chính phủ Pháp và là thành viên của khối Liên hiệp Pháp. Theo đó chính phủ Quốc gia Việt Nam sẽ tự chịu trách nhiệm với những hiệp định quốc tế được ký bởi Chính phủ Pháp trước đó nhưng có liên quan tới họ, cũng như không còn bị ràng buộc bởi bất cứ hiệp ước nào do Chính phủ Pháp ký sau này. Tuy nhiên, có quan điểm cho rằng Quốc gia Việt Nam vẫn bị ràng buộc bởi Hiệp định Genève, bởi vì chính phủ này chỉ sở hữu một vài thuộc tính của một chủ quyền đầy đủ, và đặc biệt là nó phụ thuộc vào Pháp về quốc phòng. Theo Bernard B. Fall Quốc gia Việt Nam không đủ thực quyền để ký kết Hiệp định do lực lượng quân sự của chính quyền này quá nhỏ. Mặt khác, Hiệp ước Matignon mới chỉ được ký tắt dưới dạng ghi nhớ giữa 2 Thủ tướng chứ không phải nguyên thủ cao nhất của 2 bên (Tổng thống Pháp René Coty và Quốc trưởng Bảo Đại), nên nó vẫn chưa có hiệu lực pháp lý. Nhiều người đổ lỗi cho Quốc gia Việt Nam vì họ không có chữ ký trong Hiệp định, nhưng chính Pháp cũng từ chối ký vào Hiệp ước đã được thương thảo xong. Bảo Đại đã đến Pháp từ tháng 4 và dự định rằng vấn đề chữ ký chính thức sẽ được giải quyết trong 2-3 tuần, nhưng dự định này đã tắt ngấm khi Hiệp định Geneve diễn tiến quá nhanh. Sau khi Hiệp định Geneva được ký, Hiệp ước Matignon đã trở nên không bao giờ được hoàn thành. Khi Chính quyền của Thủ tướng Joseph Laniel đưa vấn đề trao trả độc lập cho Quốc gia Việt Nam thì bị Quốc hội Pháp kịch liệt phản đối. Khi tham gia đàm phán, phái đoàn Pháp cũng không hề hỏi ý kiến của Quốc gia Việt Nam, đặc biệt là về vấn đề giới tuyến quân sự tạm thời.
Ông Trần Văn Đỗ, trưởng đoàn đại diện của Quốc gia Việt Nam tuyên bố sẽ không ký vào Hiệp định Genève với lý do hiệp định gây chia cắt Việt Nam và đẩy Quốc gia Việt Nam vào thế nguy hiểm. Đại diện phái đoàn Quốc gia Việt Nam ra một tuyên bố riêng: 
"Việc ký hiệp định giữa Pháp và Việt Minh có những điều khoản gây nguy hại nặng nề cho tương lai chính trị của Quốc gia Việt Nam. Hiệp định đã nhường cho Việt Minh những vùng mà quân đội quốc gia còn đóng quân và tước mất của (Quốc gia) Việt Nam quyền tổ chức phòng thủ. Bộ Tư lệnh Pháp đã tự ấn định ngày tổ chức tuyển cử mà không có sự thỏa thuận với phái đoàn quốc gia Việt Nam... chính phủ Quốc gia Việt Nam yêu cầu Hội nghị ghi nhận một cách chính thức rằng Việt Nam long trọng phản đối cách ký kết Hiệp định cùng những điều khoản không tôn trọng nguyện vọng sâu xa của dân Việt. Chính phủ Quốc gia Việt Nam yêu cầu Hội nghị ghi nhận rằng Chính phủ tự dành cho mình quyền hoàn toàn tự do hành động để bảo vệ quyền thiêng liêng của dân tộc Việt Nam trong công cuộc thực hiện Thống nhất, Độc lập, và Tự do cho xứ sở."

Đối với các luận điểm của Quốc gia Việt Nam, phía Việt Nam Dân chủ cho rằng việc chia cắt thành hai vùng tập kết quân sự không phải là chia cắt Việt Nam thành hai quốc gia riêng biệt và việc tập kết quân sự là để đảm bảo cho quá trình Tổng tuyển cử diễn ra an toàn, đạt đúng nguyện vọng của nhân dân Việt Nam. Nếu phía Quốc gia Việt Nam thực tâm cho sự thống nhất và hòa bình toàn diện của đất nước thì nên có những đóng góp tích cực để cuộc Tổng tuyển cử diễn ra thành công.
Tuy vậy, lời phản kháng và đề nghị của đại diện Quốc gia Việt Nam đã không được Hội nghị bàn tới. Ngoại trưởng Trần Văn Đỗ từ Genève tuyên bố với các báo chí như sau: "Từ khi đến Genève, phái đoàn không bao giờ được Pháp hỏi về ý kiến về điều kiện đình chiến, đường phân ranh và thời hạn Tổng tuyển cử. Tất cả nhưng vấn đề đó đều được thảo luận ngoài Hội nghị, thành ra phái đoàn Việt Nam không làm thế nào bầy tỏ được quan niệm của mình".
Tuy lên tiếng phản đối, nhưng sau khi hiệp định được ký kết, Chính phủ và quân đội Quốc gia Việt Nam vẫn cùng quân Pháp tập kết về phía nam vĩ tuyến 17, bởi họ vẫn là thành viên của Liên hiệp Pháp. Ngày 28/4/1954, Ủy ban Bảo vệ Bắc Việt Nam của Quốc gia Việt Nam tìm cách kêu gọi dân chúng di cư vào Nam. Một kế hoạch di cư được đặt ra và một Uỷ ban di cư được thành lập. Ngày 30/7/1954, Thủ tướng Ngô Đình Diệm phát biểu cổ vũ dân chúng miền Bắc di cư vào miền Nam.
Sau đó, hậu thân của Quốc gia Việt Nam là Việt Nam Cộng hòa, với sự hậu thuẫn của Hoa Kỳ đã từ chối tổ chức tuyển cử thống nhất Việt Nam, trái với Tuyên bố chung của Hiệp định.

### Lập trường của Vương quốc Campuchia
Chính phủ Hoàng gia Campuchia mong muốn hoàn toàn độc lập đồng thời chấm dứt chiến tranh trên lãnh thổ Campuchia. Lực lượng Khmer Issarak phải giải giáp, đổi lại Chính phủ Hoàng gia Campuchia chấp nhận một cuộc tổng tuyển cử tự do bầu ra Chính phủ mới, trong đó những thành viên Khmer Issarak có thể tham gia với tư cách là ứng cử viên hoặc cử tri. Những thành viên Khmer Issarak sẽ không bị phân biệt đối xử dưới bất cứ hình thức nào.
Campuchia cam kết trung lập, không tham gia vào bất cứ liên minh quân sự nào trái Hiến chương Liên Hợp Quốc trừ khi an ninh của Campuchia bị đe doạ.

### Lập trường của Vương quốc Lào
Lập trường của Chính phủ Hoàng gia Lào tương tự Chính phủ Hoàng gia Campuchia. Lào mong muốn hoàn toàn độc lập và chấm dứt chiến tranh trên lãnh thổ Lào. Lực lượng quân sự Pathet Lào phải tập kết về hai tỉnh Phongsaly và Xamneua dưới sự giám sát quốc tế, đổi lại Chính phủ Hoàng gia Lào chấp nhận một cuộc tổng tuyển cử tự do bầu ra Chính phủ mới trong đó những thành viên Pathet Lào có thể tham gia với tư cách là ứng cử viên hoặc cử tri. Những thành viên Pathet Lào sẽ không bị phân biệt đối xử dưới bất cứ hình thức nào.
Lào cam kết trung lập, không tham gia liên minh quân sự và hạn chế việc cho phép nước ngoài xây dựng căn cứ quân sự trên lãnh thổ của mình trừ khi an ninh của Lào bị đe doạ.

### Lập trường củaAnh
Nước Anh không muốn dính líu vào cuộc tái xâm lược của Pháp ở Đông Dương cùng với Mỹ nhưng cũng không muốn gây tổn hại đến quan hệ đồng minh với Mỹ. Anh kiên trì khuyên Mỹ trì hoãn những hành động quân sự tại Đông Dương bao gồm việc thành lập khối SEATO cho đến khi "lực lượng cộng sản đưa ra giải pháp hoà bình" được Mỹ chấp thuận do đó không phải lựa chọn ủng hộ hay không ủng hộ Mỹ. Ngoài ra, Anh chủ trương ủng hộ Pháp thương lượng trên thế mạnh. Đồng thời Anh cũng đề nghị các nước thân Anh tham gia Hội nghị bao gồm Myanmar, đồng thời loại Việt Nam Dân chủ Cộng hòa khỏi Hội nghị. Tuy nhiên đề xuất của Anh bị Liên Xô bác bỏ do Việt Nam Dân chủ Cộng hòa là bên tham chiến trực tiếp với Pháp.

### Lập trường củaHoa Kỳ
Ngay trước khi Chiến dịch Điện Biên Phủ kết thúc một tháng, Hoa Kỳ đã yêu cầu Pháp bằng mọi cách không được thất bại do lo ngại phong trào Cộng sản sẽ lan rộng khắp Đông Nam Á.
Phái đoàn Hoa Kỳ từ chối ký Hiệp định Genève nhưng ra Tuyên bố nước này "sẽ coi mọi sự tái diễn của các hành động bạo lực vi phạm Hiệp định là điều đáng lo ngại và là mối đe dọa nghiêm trọng đối với hòa bình và an ninh quốc tế".
Trong Tuyên bố của mình, đối với sự chia cắt Việt Nam trái nguyện vọng của hai miền Nam - Bắc, chính phủ Mỹ cũng nêu rõ quan điểm "tiếp tục cố gắng đạt được sự thống nhất thông qua những cuộc tuyển cử tự do được giám sát bởi Liên Hợp Quốc để bảo đảm chúng diễn ra công bằng".
Kết thúc Hội nghị Genève, trưởng phái đoàn Chính phủ Mỹ tuyên bố ghi nhận và cam kết tôn trọng quyết định của các bên tham gia Hội nghị Genève. Nhưng liền sau đó, chính Tổng thống Mỹ lại tuyên bố: "Hoa Kỳ không tham dự vào những quyết định của Hội nghị Genève và không bị ràng buộc vào những quyết định ấy". Cũng như Tổng thống của mình, thượng nghị sĩ (4 năm sau trở thành Tổng thống) John F. Kennedy tuyên bố: "Nó (Quốc gia Việt Nam) là con đẻ của chúng ta. Chúng ta không thể từ bỏ nó"

### Lập trường củaLiên Xô
Mục tiêu của Liên Xô là ngăn chặn nguy cơ chiến tranh vượt ra khỏi phạm vi Đông Dương khiến phương Tây đoàn kết lại ủng hộ Mỹ và buộc Liên Xô phải cam kết bảo vệ Trung Quốc. Liên Xô cũng muốn ngăn ngừa việc quốc hội Pháp thông qua kế hoạch thành lập Cộng đồng Phòng thủ châu Âu. Đồng thời Liên Xô muốn tạo dựng hình ảnh là người bảo vệ hoà bình thế giới và nâng đỡ vị thế của Trung Quốc trên trường quốc tế.
Theo Phó Thủ tướng kiêm Ngoại trưởng Vũ Khoan, lúc đó Liên Xô chỉ quan tâm tới các vấn đề ở châu Âu còn các vấn đề ở Châu Á - Thái Bình Dương, Liên Xô phó thác toàn bộ cho Trung Quốc. Cũng theo ông này, do giữ được độc lập và tự chủ trong đường lối đối ngoại nên Việt Nam Dân chủ Cộng hòa đã biết cách hóa giải quan điểm này của Liên Xô.

### Lập trường củaTrung Quốc
Hội nghị Geneve là cơ hội quan trọng để đưa Trung Quốc thành một thế lực chính tại châu Á mà không nước nào có thể bỏ qua. Lúc này, do Trung Quốc vừa bước ra khỏi Chiến tranh Triều Tiên với nhiều tổn thất, đồng thời, Mao Trạch Đông cũng đang chuẩn bị thực hiện đại nhảy vọt nên cần nhiều nguồn lực. Trung Quốc lúc này không muốn chiến tranh ở Đông Dương tiếp diễn để không phải chi viện cho các nước Đông Dương. Về mặt chính trị, Trung Quốc cũng muốn nhân cơ hội này để nâng cao vị thế và tranh thủ sự ủng hộ của các nước phương Tây. Để thực hiện mục đích của mình, Trung Quốc đã cử một phái đoàn rất lớn gồm 200 người là những chuyên gia trong nhiều lĩnh vực khác nhau do Thủ tướng kiêm Bộ trưởng Ngoại giao Chu Ân Lai đứng đầu. Bên cạnh đó, vào lúc này Trung Quốc chưa có bom nguyên tử hay phương tiện để tấn công Hoa Kỳ nên nước này cũng lo ngại việc chiến tranh tiếp diễn sẽ khiến Hoa Kỳ sử dụng bom nguyên tử ở Việt Nam, thậm chí là cả ở Trung Quốc. Trước đó, Trung Quốc đã biết Hoa Kỳ có kế hoạch tấn công đảo Hải Nam để hỗ trợ Đài Loan. Tuy nhiên, thông tin này sau đó được phía Hoa Kỳ xác nhận là sẽ không thực hiện vì Hoa Kỳ không muốn tiếp tục đối đầu trực tiếp với Trung Quốc. Tuy nhiên, phái đoàn Trung Quốc đã cố tình không thông báo với phái đoàn Việt Nam để buộc Việt Nam chấp nhận phương án lấy vĩ tuyến 17 làm giới tuyến quân sự tạm thời.
Trung Quốc không quan tâm đến lợi ích của những người cộng sản và dân tộc chủ nghĩa tại ba nước Đông Dương. Trung Quốc thoả hiệp với các nước phương Tây trong giải pháp phân chia lãnh thổ bất lợi đối với lực lượng bản xứ chống Pháp tại các nước này. Tiến hành chia cắt lâu dài Việt Nam, Lào. Để kêu gọi sự ủng hộ của Liên Xô đối với các lập trường của Trung Quốc, phái đoàn Trung Quốc đã cố tình cung cấp thông tin sai lệch về tình hình chiến trường Điện Biên Phủ khiến cho Liên Xô không tin rằng Việt Nam sẽ thắng trận và lên các phương án đàm phán không có lợi cho Việt Nam.
Mục tiêu cao nhất của Trung Quốc là mong muốn các bên ký kết một hiệp định về Đông Dương để tránh mọi sự can thiệp của Mỹ. Trưởng đoàn đại biểu Trung Quốc Chu Ân Lai ra tuyên bố: "Ba nước Đông Dương sẽ không tham gia vào bất cứ khối liên minh quân sự nào và không một nước ngoài nào được phép thành lập căn cứ quân sự trên lãnh thổ của họ." Tuyên bố của Trung Quốc kết thúc bằng câu "Chúng ta hãy hết sức tin tưởng và tiếp tục đấu tranh để bảo vệ hoà bình thế giới."
Trong cuộc đàm phán giữa các bên, Trung Quốc giờ đây lại giữ vai trò thúc đẩy phía Việt Nam nhân nhượng, đặc biệt từ ngày 10-7-1954, Trung Quốc ngày càng thúc ép Việt Nam chịu thiệt thòi. Họ yêu cầu Việt Nam không đưa những điều kiện công bằng và hợp lý nhằm nhanh chóng giúp chính phủ Pháp có thể đi đến Hiệp định. Họ cho rằng điều kiện đưa ra nên giản đơn, rõ ràng để dễ đi đến hiệp thương, không nên làm phức tạp để tránh thảo luận mất thì giờ, rườm rà, kéo dài đàm phán khiến Hoa Kỳ có lý do phá hoại.
Ngày 23 tháng 6, trong cuộc tiếp xúc với phái đoàn Pháp, Chu Ân Lai thể hiện lập trường không có lợi cho Việt Nam trên bàn đàm phán, như cho Pháp biết quân tình nguyện Việt Nam sẽ rút khỏi Lào và Campuchia, Trung Quốc sẵn sàng công nhận Chính phủ Vientiane và Chính phủ Phnom Penh (thân Pháp), sẽ thúc đẩy Việt Nam nhích lại với Pháp, thậm chí cả với Chính phủ Bảo Đại, đồng thời hai bên thống nhất quan điểm về vấn đề quan trọng nhất là phải vạch đường giới tuyến để chia cắt Việt Nam. Từ đây, vấn đề chia cắt Việt Nam mới trở thành mục tiêu đàm phán của Pháp thay cho kế hoạch phân vùng theo kiểu "da báo" ban đầu. Tiếp theo, tại cuộc gặp với Chủ tịch Hồ Chí Minh ở Liễu Châu (từ ngày 3 đến ngày 5/7/1954), Chu Ân Lai đã xác định sẽ lấy Vĩ tuyến 17 làm giới tuyến và thời hạn tuyển cử là 2 năm. Phía Việt Nam đã phải chấp nhận nhượng bộ rất nhiều nhưng có hai điều khoản phía Việt Nam cương quyết phải có đó là Tổng tuyển cử và giới tuyến quân sự tạm thời không được coi là biên giới quốc gia.

## Diễn biến hội nghị

Tạ Quang Bửu, phía đoàn Việt Nam Dân chủ Cộng hòa, và tướng Pháp Henri Delteil, Quyền Tổng Tư lệnh Lực lượng Liên Hiệp Pháp ở Đông Dương, Phái đoàn Pháp đang ký Hiệp định đình chỉ chiến sự tại Việt Nam.

Vào ngày 26 tháng 4 năm 1954, hội nghị Genève về Đông Dương chính thức được khai mạc. Từ ngày 8 tháng 5 đến ngày 23 tháng 6, các bên trình bày lập trường của mình về cách giải quyết vấn đề Việt Nam và Đông Dương. Do lập trường giữa các đoàn có một khoảng cách khá lớn nên các cuộc đàm phán tiến triển rất chậm chạp. Tuy nhiên, sự nhân nhượng lẫn nhau chỉ xuất hiện trong các cuộc thảo luận riêng. Cuối cùng, Pháp và Trung Quốc đã thỏa thuận một giải pháp chung cho vấn đề Đông Dương: giải quyết vấn đề quân sự trước, tách rời giải pháp chính trị tại ba nước Đông Dương.
Từ ngày 24 tháng 6 đến ngày 20 tháng 7, phái đoàn Pháp và Việt Nam Dân chủ Cộng hòa đàm phán trực tiếp để giải quyết các vấn đề cụ thể, xoay quanh các vấn đề: quyền tham gia hội nghị của các đại biểu chính phủ kháng chiến Lào và chính phủ kháng chiến Campuchia; chọn vĩ tuyến để khẳng định giới tuyến quân sự tạm thời và thời hạn tổ chức tổng tuyển cử tự do để thống nhất Việt Nam.
Ngày 6/7, Chủ tịch Hồ Chí Minh tuyên bố: "Với những vấn đề được thảo luận, Hội nghị đã mở đường cho việc lập lại hoà bình ở Đông Dương. Trên cơ sở đó, nếu đối phương cũng thành thật muốn đàm phán như chúng ta (Việt Nam) mà cũng cố gắng để lập lại hòa bình ở Đông Dương, thì hoà bình Đông Dương có thể thực hiện. Theo đúng lập trường của ta từ trước đến nay, nước Việt Nam Dân chủ Cộng hoà sẽ tiếp tục cố gắng đấu tranh cho hoà bình, độc lập, thống nhất, dân chủ của Tổ quốc...""
Ngày 13-7, trong cuộc gặp riêng với Thủ tướng mới của Pháp là M. France, Trưởng đoàn Phạm Văn Đồng đề nghị lấy Vĩ tuyến 16 nhưng Pháp đòi Vĩ tuyến 18. Phái đoàn Pháp do được phía Trung Quốc mật báo về việc sẽ ép Việt Nam chấp nhận vĩ tuyến 16 nên cố tình không quan tâm tới các đề nghị của Phạm Văn Đồng. Khi thấy tình hình khó khăn như dự báo của Chủ tịch Hồ Chí Minh, Phạm Văn Đồng đã đưa ra ba nhượng bộ đã được chuẩn bị trước. Tuy nhiên, trưởng phái đoàn Pháp là Mendes bày tỏ sự nghi ngờ với phía Việt Nam khi cho rằng nhiều khả năng Việt Nam sẽ phong tỏa Đường 9 - Khe Sanh như Liên Xô đã làm khi phong tỏa Tây Berlin sau Chiến tranh Thế giới lần thứ hai. Căn cứ vào diễn biến giữa Lào và Pháp, phái đoàn Việt Nam đã nhận định Đường 9 rất quan trọng với Pháp chứ không phải đơn thuần là một chiêu bài đàm phán khi Pháp rất cứng rắn khi nhắc tới vấn đề Lào và trước khi từ nhiệm, Tổng thống Eisenhower cũng đã ép Tổng thống Kenedy bằng mọi giá phải giữ được Vương quốc Lào (thân Pháp).
Theo đúng kế hoạch, phái đoàn Việt Nam Dân chủ Cộng hòa đề nghị phương án tập kết tại chỗ, không chia khu vực tập kết quân sự ngay khi đàm phán bắt đầu. Đúng như Hồ Chí Minh dự đoán, phía Pháp ngay lập tức bác bỏ phương án này. Pháp đã đưa ra đề nghị tạm chia vùng tập kết quân sự và lập một chính phủ Liên hiệp. Việt Nam Dân chủ Cộng hòa chấp nhận ý kiến về giới tuyến quân sự và Tổng tuyển cử đồng thời đưa ra những đề nghị về làn phân ranh. Hai bên mặc cả với nhau, Pháp thì đề nghị ở vĩ tuyến 18, Việt Nam Dân chủ Cộng hòa thì muốn ở vĩ tuyến 13 vì họ muốn có cố đô Huế, cũng như các vị trí chiến lược như Đà Nẵng hay Tây Nguyên. Ngày 9-7-1954, phái đoàn Việt Nam Dân chủ Cộng hòa đưa ra đề nghị hạ xuống vĩ tuyến 14, Pháp vẫn giữ vững vĩ tuyến 18. Ngày 13-7, phái đoàn Việt Nam Dân chủ Cộng hòa lại hạ yêu cầu xuống vĩ tuyến 16. Ngày 17-7, phái đoàn Pháp ngả bài ngửa khi đề nghị giới tuyến quân sự ở vĩ tuyến nào không quan trọng miễn là nó phải ở phía Bắc của Đường 9. Đến ngày 19-7 thì hai bên thoả thuận ranh giới tạm thời sẽ ở độ vĩ tuyến 17, cách Đường 9 khoảng 10 km và phù hợp với ý kiến của Anh và Mỹ cũng như được Trung Quốc và Liên Xô ủng hộ. Phía Pháp đã phải nhượng bộ khi chấp nhận sẽ tổ chức Tổng tuyển cử vào tháng 6/1956 thay vì lập lờ về thời gian tổ chức Tổng tuyển cử như trong các phiên thảo luận trước cũng như chấp nhận yêu cầu ghi rõ ràng bằng văn bản rằng: "Giới tuyến quân sự là tạm thời và không thể được diễn giải theo bất kỳ cách nào về pháp lý để trở thành đường biên giới chính trị hay lãnh thổ."
Người Pháp sợ cuộc thảo luận với Việt Nam Dân chủ Cộng hòa bị phá vỡ nên họ tránh gặp đại diện của Quốc gia Việt Nam và chỉ thông qua Mỹ báo cho Quốc gia Việt Nam biết thỏa thuận giữa Pháp và Việt Nam Dân chủ Cộng hòa. Việc thiết lập hai vùng tập kết quân sự đã được thảo luận riêng giữa Pháp, Việt Nam Dân chủ Cộng hòa, Trung Quốc và Mỹ nhưng chỉ đến cuối Hội nghị Genève phái đoàn Quốc gia Việt Nam mới biết về vấn đề này. Chính vì thế họ từ chối ký Hiệp định Genève và có những tuyên bố cứng rắn đối với việc phân chia Việt Nam. Cho đến khi kết thúc Hội nghị Genève, cả Việt Nam Dân chủ Cộng hòa và Quốc gia Việt Nam đều không chịu đối thoại với nhau.
Ngày 19 tháng 7, sau khi trao đổi với đoàn Liên Xô và Việt Nam, Trung Quốc xác nhận với đoàn Pháp lập trường về đường giới tuyến đặt ở Vĩ tuyến 17 trong khi phía Việt Nam vẫn cương quyết đề nghị lấy Vĩ tuyến 16. Chu Ân Lai nói với phái đoàn Việt Nam Dân chủ Cộng hòa "nếu các đồng chí đánh tiếp, Mỹ sẽ nhảy vào can thiệp". Phải đến phiên họp cuối buổi chiều ngày 20-7, để hội nghị có thể kết thúc được, phía Việt Nam mới chấp nhận Vĩ tuyến 17.
Ngày 20 tháng 7 năm 1954, Hiệp định Genève về Đông Dương bắt đầu được ký kết với nhiều văn kiện, chủ yếu là:
1. Ba hiệp định đình chỉ chiến sự tại Việt Nam, Lào và Campuchia
2. Bản tuyên bố cuối cùng của hội nghị (không có chữ ký nhưng không có tuyên bố phản đối của các bên tham gia Hội nghị đồng nghĩa với việc Bản Tuyên bố cuối cùng được các bên chấp thuận)

Ngoài ra còn những tuyên bố riêng và những văn kiện ngoại giao riêng giữa các nước tham gia như: 
1. Bản tuyên bố riêng ngày 21 tháng 7 của Mỹ tại Hội nghị Genève
2. Bản tuyên bố của chính phủ Pháp ngày 21 tháng 7, trong đó nêu rõ Pháp sẵn sàng rút quân ra khỏi lãnh thổ Việt Nam, Lào, Campuchia theo lời yêu cầu của chính phủ những nước có liên quan trong một thời gian do các bên thoả thuận.
3. Các công hàm trao đổi giữa Trưởng đoàn Việt Nam Dân chủ Cộng hòa Phạm Văn Đồng và Thủ tướng Pháp Pierre Mendès-France.

Hiệp định đình chỉ chiến sự tại Việt Nam và Lào được ký bởi đại diện của hai lực lượng quân sự chính có liên quan, đó là Thiếu tướng Henri Delteil, thay mặt cho Tổng Tư lệnh Quân đội Liên hiệp Pháp ở Đông Dương, và giáo sư Tạ Quang Bửu, Thứ trưởng Bộ Quốc phòng Việt Nam Dân chủ Cộng hòa, thay mặt cho Tổng Tư lệnh Quân đội Nhân dân Việt Nam. Phái đoàn Hoa Kỳ từ chối công nhận Hiệp định Genève nhưng tuyên bố rằng nước này "sẽ coi mọi sự tái diễn của các hành động bạo lực vi phạm hiệp định là điều đáng lo ngại và là mối đe dọa nghiêm trọng đối với hòa bình và an ninh quốc tế". Chính phủ Quốc gia Việt Nam từ chối ký và theo Bernard B. Fall không đủ thực quyền để ký kết Hiệp định.

## Các hoạt động có liên quan
Trong khi Hội nghị Genève đang tiến hành, thì tại miền Bắc Việt Nam, Hội nghị Trung Giã đã khai sinh từ 1 cuộc họp sơ bộ ngày 29/5/1954. Hơn 1 tháng sau, hội nghị chính đã khai diễn ngày 4/7/1954 rằng bế mạc ngày 27/7/1954.
Tham gia Hội nghị gồm:
- Phái đoàn Quân đội Nhân dân Việt Nam do Văn Tiến Dũng (Thiếu tướng) làm trưởng đoàn, Lê Linh, Lê Quang Đạo (Đại tá), Song Hào, Nguyễn Văn Lung (Trung tá), thông dịch viên tên Lê (thiếu tá).
- Phái đoàn Pháp do Đại tá Lennuyeux làm trưởng đoàn, Trung tá Le Roy, Thiếu tá Le Flahec, Sanani, Sacquin và Đại uý Lohmann thông dịch viên. Phái đoàn Quốc gia Việt Nam đi cùng phái đoàn Pháp gồm có Trung tá Trang Văn Chính (trưởng phái đoàn), sau đó Trung tá Lâm Ngọc Huấn thay thế, Thiếu tá Nguyễn Phước Đàng, Đại úy Nguyễn Bửu, sau thay thế bởi Đại úy Trần Ngọc Huyến.

Hội viên chính thức của Hội nghị là 2 đoàn Pháp và Quân đội Nhân dân Việt Nam (đại diện cho bên Việt Nam Dân chủ Cộng hòa). Đại diện của Quân đội Quốc gia Việt Nam chỉ là bộ phận thứ yếu bên cạnh phái đoàn Pháp và theo giao kết thì chỉ có các trưởng phái đoàn Pháp và Quân đội Nhân dân Việt Nam phát biểu ý kiến. Mọi vấn đề đem ra thảo luận để quyết định với Việt Minh hoàn toàn do Pháp đưa ra, phái đoàn Quốc gia Việt Nam chỉ được thông báo sau đó. Trong các buổi họp thu hẹp, chỉ có các trưởng phái đoàn Pháp và Việt Nam Dân chủ Cộng hòa tham dự, đại biểu của Quốc gia Việt Nam không được mời dù họ có tư cách quan sát viên. Tại hội nghị chỉ treo 2 lá cờ Pháp và cờ Việt Nam Dân chủ Cộng hòa. Trong khi Pháp có thái độ vội vã trong buổi họp, thì Việt Nam Dân chủ Cộng hòa lại tỏ ra ung dung thong thả để tạo thêm lợi thế khi thảo luận.
Theo Thiếu tướng Văn Tiến Dũng (sau này là Đại tướng) cho biết Chủ tịch Hồ Chí Minh căn dặn đoàn trước khi lên đường: "Ta đàm phán với Pháp lần này trong tư thế người chiến thắng; phải vững vàng về nguyên tắc, nhưng linh hoạt về sách lược". Khi chiếc xe jeep của Thiếu tướng Văn Tiến Dũng với hàng chữ "Xe của tướng De Castries, chiến lợi phẩm Điện Biên Phủ" đến địa điểm đàm phán đã nhận được sự quan tâm to lớn của giới báo chí. Khu vực Hội nghị trên đồi của thôn Xuân Sơn gồm một hội trường do quân đội Pháp dựng bằng khung thép mái lợp tôn, có đèn điện, quạt điện và bàn ghế. Khu nhà của phái đoàn Việt Nam Dân chủ Cộng hòa bằng tre, nứa, mái lợp lá gồi khá thoáng mát. Tại phiên khai mạc, Thiếu tướng Văn Tiến Dũng tuyên bố: "Cuộc gặp nhau tại chỗ là một việc có ích và cần thiết nếu hai bên đều thực tâm muốn bàn bạc những phương pháp cụ thể để nhanh chóng chấm dứt chiến tranh. Những cuộc thảo luận tại chỗ bao giờ cũng dễ thiết thực và cụ thể hơn".
Hội nghị Trung Giã đã thỏa thuận và quyết định rằng "đại diện các Bộ Tư lệnh tối cao hai bên phải gặp nhau tại Genève và các cuộc tiếp xúc cũng phải được thực hiện tại chỗ. Quyết định này cũng đã nêu rõ vai trò của đại diện các Bộ Tư lệnh tối cao là phải nghiên cứu tình trạng quân sự để thiết lập ngay sau khi đình chỉ mọi hoạt động chiến đấu. Hội nghị tại chỗ phải thông báo các kết quả rút ra được cùng những lời đề nghị cho Hội nghị tại Genève càng sớm càng tốt."
Lúc trước khi vào họp, phái đoàn Pháp đề nghị treo cả cờ của chính quyền Bảo Đại và ba cờ treo ngang nhau nhưng phái đoàn Việt Nam Dân chủ Cộng hòa bác bỏ. Tuy nhiên, Hồ Chí Minh chỉ đạo chấp nhận phương án nhượng bộ của Pháp là vẫn treo ba cờ nhưng cờ của chính quyền Bảo Đại được treo thấp hơn và bé hơn. Theo đó, trên các phương tiện đi lại sẽ có hai cột cờ, cột thứ nhất là cờ của Việt Nam Dân chủ Cộng hòa, cột thứ hai là cờ Pháp và cờ của chính quyền Bảo Đại nhưng cờ của Pháp treo ở trên, cờ Bảo Đại treo ở dưới. Phía Pháp chấp nhận phương án này. Tuy nhiên, lúc triển khai trong thực tế, phía chính quyền Bảo Đại bị dư luận chỉ trích mạnh mẽ là "bù nhìn" của Pháp khiến cho Pháp đề nghị treo lại cờ. Phía Việt Nam Dân chủ Cộng hòa phản đối vì đó chính là phương án do Pháp đưa ra. Cuối cùng phía Pháp nhượng bộ là chỉ treo hai cờ gồm cờ Pháp và cờ Việt Nam Dân chủ Cộng hòa.
Tại phiên họp thứ hai chiều 4-7, hai đoàn đàm phán Việt Nam Dân chủ Cộng hòa và Pháp thỏa thuận nhiệm vụ và nội dung Hội nghị là: 
- Những đề nghị về tất cả các vấn đề quân sự do Hội nghị Genève đặt ra; bàn và quyết định biện pháp thực hiện những vấn đề quân sự mà Hội nghị Genève thỏa thuận;
- Những vấn đề quân sự khác do tình hình cụ thể tại chỗ đặt ra.
- Vấn đề tù binh trong phạm vi những điều Hội nghị Genève đã quyết định, bao gồm: Trao đổi tù binh ốm và bị thương, cải thiện sinh hoạt của tù binh, trao đổi thư từ của tù binh, gửi thuốc men cho tù binh; vấn đề thực hiện ngừng bắn; vấn đề điều chỉnh khu vực tập kết quân đội hai bên; vấn đề Ủy ban Liên hợp; các vấn đề do Hội nghị Ủy ban quân sự Genève đề ra hoặc Hội nghị quân sự Trung Giã thấy cần thiết đề ra.

Từ ngày 5-7-1954, hai bên Việt - Pháp bàn ngay vấn đề mà phía Pháp rất quan tâm, muốn giải quyết sớm là vấn đề trao trả tù binh bị ốm, bị thương và cải thiện đời sống vật chất, tinh thần cho tù binh. Có rất nhiều điều khoản cụ thể, tỉ mỉ đã được thảo luận như chế độ ăn, chế độ đặc biệt, chỗ ở, vệ sinh chung và cá nhân, chế độ làm việc, cách đối xử, giải trí và đọc sách, báo, săn sóc tù binh bị ốm, cách gửi thuốc, gửi thư, bưu kiện cho tù binh.
Ngày 10-7-1954, hai bên đã ký được Biên bản chung về các vấn đề trên, họp báo công bố ngay. Tuy nhiên, có một điểm phía Pháp không chịu bàn vấn đề do Việt Nam nêu ra là phía Pháp "không được dùng vào các hoạt động quân sự những người Việt Nam tham gia kháng chiến bị lực lượng Pháp bắt hoặc giam giữ". Vịêt Nam đòi phía Pháp trả lời về vấn đề này ngay trong Hội nghị quân sự Trung Giã.
Từ ngày 12-7-1954, Hội nghị bắt đầu thảo luận vấn đề ngừng bắn. Từ ngày 12-19/7, hai bên tiến hành các hoạt động thăm dò ý đồ của nhau. Chiều ngày 19-7-1954, phái đoàn Việt Nam Dân chủ Cộng hòa chính thức được thông báo về giải pháp lấy vỹ tuyến 17 làm giới tuyến quân sự tạm thời. Ngày 20-7-1954, Hiệp định đình chỉ chiến sự ở Đông Dương được ký kết ở Genève. Hai bên đã ký được Quyết định chung ngày 22-7-1954 về hạn chế hoạt động quân sự từ ngày 22-7-1954 đến ngày ngừng bắn thật sự ở các chiến trường. Hai bên cam kết không mở những cuộc hành quân quy mô, quân Pháp đình chỉ ném bom, bắn phá, dùng bom napalm.
Hội nghị quân sự tại chỗ là hội nghị quân sự địa phương (tức là Hội nghị Trung Giã) có nhiệm vụ phối hợp chặt chẽ với các phái đoàn tại Hội nghị Genève. Trong hơn 3 tuần, từ 4/7 đến 27/7/1954, Hội nghị Trung Giã đã thảo luận các vấn đề tù binh, ngưng bắn, và thiết lập các tiểu ban hỗn hợp về tù binh, tiểu ban nghiên cứu thủ tục thi hành ngưng bắn và các tiểu ban hỗn hợp lãnh thổ. Cuối cùng có những thỏa hiệp được ký kết nhằm "làm cho các đơn vị đối lập cách biệt nhau ra, trở về các căn cứ, hoặc tập trung ở những địa điểm trú quân tạm thời cốt để tránh mọi giao tiếp có thể gây ra xung đột giữa hai bên."
Cuộc thảo luận về ngừng bắn ở Hội nghị quân sự Trung Giã cũng khá phức tạp. Vì chiến tranh của Pháp tại Việt Nam không phải là cuộc đối đầu giữa hai đội quân chính quy có trận tuyến rõ ràng mà ở thế cài răng lược. ho nên "Hiệp nghị về nguyên tắc chung gỡ thế cài răng lược" do hai trưởng đoàn ký ở Trung Giã ngày 25-7-1954 phải mở đầu bằng một định nghĩa: "Gỡ thế cài răng lược là một hành động đầu tiên để phân chia quân đội đôi bên, làm cho các đơn vị đối lập giãn ra, trở về các căn cứ của mình hoặc tập trung ở những địa điểm trú quân tạm thời đầu tiên, cốt để tránh mọi sự tiếp xúc có thể gây xung đột đôi bên". Hai bên chỉ có một cuộc tranh luận gay go trước khi đi tới Hiệp nghị là phía Pháp muốn các lực lượng phi chính quy của Việt Nam phải rút ngay khỏi vùng họ tập kết tạm thời. Cuối cùng hai bên nhất trí là các lực lượng phi chính quy ngừng bắn tại chỗ, tiếp tục làm ăn theo nghề nghiệp của mình không mang theo vũ khí.
Đoàn Việt Nam ở Trung Giã yêu cầu Pháp giúp máy bay chở ba đoàn sĩ quan Việt Nam đi truyền đạt mệnh lệnh ngừng bắn cho ba chiến trường Bình Trị Thiên, Liên khu 5 và Nam Bộ, đồng thời giúp các chiến trường tổ chức các Ủy ban Liên hợp chiến trường. Ngày 27-7-1954, ba đoàn sĩ quan Vịêt Nam rời sân bay Gia Lâm đến các chiến trường. Phía Pháp còn dùng máy bay chở các sĩ quan ta đi rải Thư hiệu triệu của Hồ Chủ tịch, Nhật lệnh và Lệnh ngừng bắn của Bộ Tổng tư lệnh ta xuống các vùng xa xôi, hẻo lánh ở Liên khu 5 và Nam Bộ. Bắc Bộ đã hoàn toàn ngừng tiếng súng.
Ngày 27-7-1954, Hội nghị quân sự Trung Giã kết thúc công việc, chuyển thành Ủy ban Liên hợp Trung ương là cơ quan thi hành Hiệp định Genève. Có thể nói, Hội nghị Trung Giã là nơi bàn cách thực hiện ngừng bắn và chính sách đối với tù binh, kiến nghị những vấn đề liên quan gửi đến Hội nghị Genève và đặc biệt đã chuẩn bị tốt những điều kiện cần thiết để thực hiện ngừng bắn đúng ngày giờ như Hiệp định Genève đã quy định và tạo cơ sở thuận lợi cho hoạt động của Ủy ban Liên hợp Trung ương.

## Nội dung cơ bản của Hiệp định Genève

### Hiệp định đình chỉ chiến sự tại Việt Nam
Hiệp định Genève có nội dung cơ bản như sau:
- Các nước tham dự hội nghị cam kết tôn trọng độc lập chủ quyền và toàn vẹn lãnh thổ của 3 nước Việt Nam, Lào, Campuchia, không can thiệp vào công việc nội bộ 3 nước.
- Các bên tham chiến thực hiện ngừng bắn, lập lại hòa bình trên toàn Đông Dương
- Các bên tham chiến thực hiện cam kết, chuyển quân, chuyển giao khu vực, trao trả tù binh
- Dân chúng mỗi bên có quyền di cư sang lãnh thổ do bên kia kiểm soát trong thời gian quân đội hai bên đang tập kết
- Cấm đưa quân đội, nhân viên quân sự,vũ khí nước ngoài vào Đông Dương. Nước ngoài không được đặt căn cứ quân sự tại Đông Dương
- Thành lập Ủy hội Quốc tế Kiểm soát Đình chiến Đông Dương (tiếng Anh: International Control Commission, ICC; tiếng Pháp: Commission Internationale pour la Surveillance et le Contrôle, CISC) gồm Ấn Độ, Ba Lan và Canada, với Ấn Độ làm chủ tịch.
- Sông Bến Hải, vĩ tuyến 17, được dùng làm giới tuyến quân sự tạm thời chia Việt Nam làm hai vùng tập kết quân sự tạm thời. Quân đội Nhân dân Việt Nam tập trung về phía Bắc; Quân đội Liên hiệp Pháp (bao gồm cả Quân đội Quốc gia Việt Nam) tập trung về phía Nam, tập kết chính trị tại chỗ, tập kết dân sự theo nguyên tắc tự nguyện. Khoản a, điều 14 ghi rõ: "Trong khi đợi tổng tuyển cử thống nhất Việt Nam, bên nào có quân đội của mình tập hợp ở vùng nào theo quy định của Hiệp định này thì bên ấy sẽ phụ trách quản lý hành chính ở vùng ấy." Hiệp định thừa nhận chủ quyền của Việt Nam Dân chủ Cộng hòa tại cả hai miền Bắc và Nam vỹ tuyến 17.[47]

Điều 6 Bản Tuyên bố chung ghi rõ: "Đường ranh giới quân sự tạm thời này không thể diễn giải bằng bất cứ cách nào rằng đó là một biên giới phân định về chính trị hay lãnh thổ."
Hiệp định Genève không có điều khoản nào quy định chi tiết về thời điểm cũng như cách thức tổ chức Tổng tuyển cử thống nhất hai miền Nam-Bắc Việt Nam. Nhưng Bản tuyên bố cuối cùng của Hội nghị Genève ghi rõ cuộc Tổng tuyển cử sẽ được tổ chức vào tháng 7/1956.

## Tuyên bố cuối cùng ngày 21 tháng 7 năm 1954
Tuyên bố cuối cùng ngày 21 tháng 7 năm 1954 có nội dung như sau
1. Hội nghị chứng nhận những bản Hiệp định đình chỉ chiến sự ở Cao Miên, Lào và Việt Nam, và tổ chức sự kiểm soát quốc tế và sự giám sát việc thi hành những điều khoản của các Hiệp định đó.
2. Hội nghị hài lòng về việc chấm dứt chiến sự ở Cao Miên, Lào và Việt Nam. Hội nghị tỏ lòng tin tưởng rằng việc thi hành những điều khoản ghi trong bản tuyên bố này và trong những Hiệp định đình chỉ chiến sự sẽ làm cho ba nước Cao Miên, Lào và Việt Nam từ nay có thể đảm nhận với độc lập và chủ quyền hoàn toàn vai trò của mình trong tập thể hoà bình của các nước.
3. Hội nghị chứng nhận những lời tuyên bố của hai Chính phủ Cao Miên và Lào về việc hai Chính phủ đó nguyện thi hành những biện pháp để cho tất cả mọi người công dân đều có được địa vị của mình trong tập thể dân tộc, nhất là bằng cách tham gia cuộc tổng tuyển cử sắp tới. Cuộc tổng tuyển cử này sẽ tiến hành trong năm 1955 căn cứ vào hiến pháp của mỗi nước, theo phương pháp bỏ phiếu kín và trong sự tôn trọng những quyền tự do căn bản.
4. Hội nghị chứng nhận những điều khoản trong Hiệp định đình chỉ chiến sự ở Việt Nam về việc cấm đem vào Việt Nam quân đội và nhân viên quân sự ngoại quốc, cũng như tất cả các thứ vũ khí, đạn dược. Hội nghị cũng chứng nhận những lời tuyên bố của hai Chính phủ Cao Miên và Lào tỏ lòng kiên quyết sẽ chỉ yêu cầu viện trợ của nước ngoài về trang bị quân sự, nhân viên hoặc huấn luyện viên trong phạm vi cần thiết để bảo vệ lãnh thổ một cách có hiệu quả, và đối với nước Lào, thì chỉ đến mức độ đã quy định trong Hiệp định đình chỉ chiến sự ở Lào.
5. Hội nghị chứng nhận những điều khoản trong Hiệp định đình chỉ chiến sự ở Việt Nam định rằng không được thành lập một căn cứ quân sự nào của một nước ngoài trong những vùng tập hợp của đôi bên. Đôi bên có nhiệm vụ không để những vùng được trao cho mình tham gia bất cứ một khối liên minh quân sự nào và dùng vào việc gây lại chiến sự hoặc phục vụ cho một chính sách xâm lược. Hội nghị cũng chứng nhận những lời tuyên bố của hai chính phủ Cao Miên và Lào nói rằng hai Chính phủ đó sẽ không ký kết bất cứ một Hiệp định nào với nước khác nếu Hiệp định đó buộc họ phải tham gia vào một khối liên minh quân sự không phù hợp với những nguyên tắc của Hiến chương Liên hợp quốc, hoặc, riêng đối với nước Lào, không phù hợp với những nguyên tắc của Hiệp định đình chỉ chiến sự ở Lào, hoặc nếu Hiệp định đó buộc họ phải lập những căn cứ cho những lực lượng quân sự của nước ngoài trên lãnh thổ Cao Miên hoặc Lào, khi mà an ninh của hai nước không bị đe doạ.
6. Hội nghị chứng nhận rằng mục đích căn bản của Hiệp định về Việt Nam là giải quyết các vấn đề quân sự để đình chỉ chiến sự, và giới tuyến quân sự chỉ có tính chất tạm thời, hoàn toàn không thể coi là một ranh giới về chính trị hay về lãnh thổ. Hội nghị tin tưởng rằng việc thi hành những điều khoản định trong bản tuyên bố này và trong những Hiệp định đình chỉ chiến sự tạo ra cơ sở cần thiết để giải quyết vấn đề chính trị ở Việt Nam trong một thời gian ngắn.
7. Hội nghị tuyên bố rằng đối với Việt Nam, việc giải quyết các vấn đề chính trị, thực hiện lên cơ sở tôn trọng nguyên tắc độc lập thống nhất và toàn vẹn lãnh thổ, phải làm cho nhân dân Việt Nam được hưởng những tự do căn bản, bảo đảm bởi những tổ chức dân chủ thành lập sau tổng tuyển cử tự do và bỏ phiếu kín. Để cho việc lập lại hòa bình tiến triển đến mức cần thiết, và để thực hiện tất cả những điều kiện cần thiết cho nhân dân Việt Nam có thể tự do bày tỏ ý muốn, cuộc tổng tuyển cử sẽ tổ chức vào tháng 7-1956, dưới sự kiểm soát của một Ban Quốc tế gồm đại biểu những nước có chân trong Ban Giám sát và kiểm soát quốc tế đã nói trong Hiệp định đình chỉ chiến sự. Kể từ ngày 20 tháng 7 năm 1955, những nhà đương cục có thẩm quyền trong hai vùng sẽ có những cuộc gặp gỡ để thương lượng về vấn đề đó.
8. Phải triệt để thi hành những điều khoản trong Hiệp định đình chỉ chiến sự nhằm mục đích bảo vệ tính mạng và tài sản của mọi người và nhất là phải để cho tất cả mọi người ở Việt Nam tự do lựa chọn vùng mình muốn sinh sống.
9. Những nhà đương cục có thẩm quyền ở vùng Bắc và vùng Nam Việt Nam, cũng như ở Lào và Cao Miên không được dung thứ những hành động báo thù cá nhân hoặc tập thể đối với những người đã hợp tác, bất cứ dưới hình thức nào, với một trong hai bên trong thời gian chiến tranh, hoặc đối với gia đình những người đó.
10. Hội nghị chứng nhận lời tuyên bố của Chính phủ Pháp nói rằng Chính phủ Pháp sẵn sàng rút quân đội Pháp khỏi lãnh thổ Cao Miên, Lào và Việt Nam theo lời yêu cầu của những chính phủ có liên quan và trong một thời hạn do các bên thỏa thuận, trừ trường hợp mà do sự thỏa thuận giữa hai bên, một số quân đội Pháp có thể ở lại những điểm nhất định, trong một thời gian nhất định.
11. Hội nghị chứng nhận lời tuyên bố của Chính phủ Pháp nói rằng Chính phủ Pháp, trong sự giải quyết tất cả những vấn đề có liên quan đến việc lập lại và củng cố hòa bình ở Cao Miên, Lào và Việt Nam, sẽ căn cứ trên sự tôn trọng độc lập, chủ quyền, thống nhất và toàn vẹn lãnh thổ của Cao Miên, Lào và Việt Nam.
12. Trong quan hệ với Cao Miên, Lào và Việt Nam, mỗi nước tham gia Hội nghị Giơnevơ cam kết tôn trọng chủ quyền, độc lập, thống nhất và toàn vẹn lãnh thổ của những nước trên và tuyệt đối không can thiệp vào nội trị của những nước đó.
13. Các nước tham gia Hội nghị Giơnevơ thỏa thuận sẽ hỏi ý kiến nhau về mọi vấn đề do Ban Giám sát và kiểm soát quốc tế chuyển tới, nhằm nghiên cứu những biện pháp tỏ ra cần thiết để bảo đảm sự tôn trọng những Hiệp định đình chỉ chiến sự ở Cao Miên, Lào và Việt Nam.

Bản tuyên bố cuối cùng về việc lập lại hòa bình ở Đông Dương không có chữ ký của bất cứ phái đoàn nào tham dự hội nghị và các bên tham gia cũng không đưa ra tuyên bố phản đối đối với bản tuyên bố cuối cùng. Tuy nhiên, giáo trình Đại cương Lịch sử Việt Nam cho rằng văn bản này đã được các nước dự hội nghị chấp thuận là cam kết chính thức và có giá trị ràng buộc các bên liên quan. Đại diện Mỹ ra tuyên bố riêng trong đó thừa nhận tôn trọng Hiệp định Genève và ủng hộ thống nhất Việt Nam thông qua các giải pháp chính trị.
Theo Thủ tướng Pháp, Mendes-France, phía Pháp biết là Mỹ sẽ không chấp nhận ký vào bất kỳ văn bản nào có sự tham gia của Cộng hòa nhân dân Trung Hoa vì khi đó Mỹ công nhận Đài Loan chứ không công nhận Trung Quốc. Điều này buộc Pháp và các bên khác phải tạo ra một văn kiện đủ sức ràng buộc Mỹ vào Hiệp định Geneve. Theo đó, các bên tham gia sẽ có những tuyên bố về đánh giá của mình đối với văn kiện chung chung nhưng bao hàm những vấn đề còn nhiều khác biệt giữa các bên cũng như các bên sẽ có cam kết không lật lại kết quả cuối cùng của cuộc đàm phán. Và cuối cùng, phía Mỹ đã cam kết sẽ không sử dụng vũ lực để lật lại những gì đã được Hội nghị Geneve quyết định và coi bất cứ nước nào sử dụng vũ lực hay đe đọa sử dụng vũ lực để phá vỡ Hiệp định là kẻ xâm lược. Theo Mendes-France, mặc dù Mỹ đã không ký Hiệp định nhưng với những tuyên bố của mình, Mỹ đã thừa nhận và bị ràng buộc bởi Hiệp định.

## Thái độ của các bên sau khi ký hiệp định
Một ngày sau khi Hiệp định được ký kết, tức ngày 22 Tháng Bảy, Thủ tướng Ngô Đình Diệm ra lệnh treo cờ rủ toàn Miền Nam từ vĩ tuyến 17 trở vào để bày tỏ quan điểm chống đối sự chia đôi đất nước. Ngoại trưởng của chính phủ Bảo Đại, Trần Văn Đỗ rơi nước mắt, nhưng trưởng đoàn đại biểu Việt Nam Dân chủ Cộng hoà đã lên tiếng: "Những ai yêu nước Việt Nam, những ai yêu sự thống nhất Việt Nam thì không cần phải khóc hôm nay. Hãy thực hiện tốt những gì đã ký kết hôm nay, thì 2 năm nữa sẽ có một nước Việt Nam thống nhất, độc lập, hoà bình và giàu mạnh. Những gì Chính phủ Việt Nam Dân chủ Cộng hoà làm trong những năm qua chính là vì mục đích đó. Nước mắt của chúng tôi đổ ra trong cuộc đấu tranh cho sự nghiệp đó nhiều hơn rất nhiều so với những giọt lệ mà quý vị (Quốc gia Việt Nam) nhỏ ra ở đây".
Ngay sau khi Hiệp định Geneva được ký kết, trả lời Thông tấn xã Việt Nam, Chủ tịch Hồ Chí Minh đã đoán trước Mỹ sẽ tìm cách phá bỏ Hiệp định để chia cắt Việt Nam: "Theo đúng lập trường của ta từ trước đến nay, nước Việt Nam Dân chủ Cộng hoà sẽ tiếp tục cố gắng đấu tranh cho hoà bình, độc lập, thống nhất, dân chủ của Tổ quốc. Đồng thời, chúng ta phải có tinh thần cảnh giác rất cao đối với âm mưu của đế quốc Mỹ định cản trở hai bên đi đến hiệp định đình chiến và mưu mô lập khối liên minh quân sự có tính chất xâm lược, chia châu Á thành những tập đoàn đối lập để dễ xâm lược và khống chế Đông Dương cùng Đông Nam Á."
Ngày 22-7-1954. Chủ tịch Hồ Chí Minh ra lời kêu gọi đồng bào cả nước: "Đấu tranh để củng cố hoà bình, thực hiện thống nhất, hoàn thành độc lập dân chủ cũng là một cuộc đấu tranh lâu dài và gian khổ"., và khẳng định: "Trung, Nam, Bắc đều là bờ cõi của nước ta, nước ta nhất định thống nhất, đồng bào cả nước nhất định được giải phóng".
Trong bài chính luận "Sách Trắng của Mỹ" đăng trên báo Nhân dân (số 3992) nhằm phản đối việc Mỹ đổ quân vào Việt Nam, Chủ tịch Hồ Chí Minh nhắc lại: "Hiệp định Giơnevơ 1954, trong Điều 17, 18, 19 và trong điểm 4, 6 đã quy định rõ ràng: Cấm không được đưa vào Việt Nam các thứ vũ khí nước ngoài. Cấm không được xây dựng cǎn cứ quân sự mới trên lãnh thổ Việt Nam. Cấm nước ngoài không được lập cǎn cứ quân sự ở Việt Nam. Cấm đưa binh lính, nhân viên quân sự và vũ khí đạn dược nước ngoài vào Việt Nam. Giới tuyến 17 là tạm thời, không phải là giới tuyến chính trị, hoặc giới tuyến lãnh thổ; Việt Nam sẽ thống nhất bằng một cuộc tổng tuyển cử tự do khắp cả nước vào nǎm 1956."
Trước những thỏa hiệp giữa Pháp với Trung Quốc về một giải pháp khung cho Đông Dương, Hoa Kỳ tuy chấp nhận Hiệp định theo hướng không tham gia vào bản Tuyên bố cuối cùng của hội nghị.
Ngày 14/5/1956, Chính phủ Pháp thông báo sẽ rút hết quân viễn chinh ở miền Nam Việt Nam về nước, trút bỏ tránh nhiệm thi hành nhiều điều khoản còn lại của Hiệp định, trong đó có việc tổ chức Tổng tuyển cử ở cả hai miền Nam Bắc cho chính quyền Quốc gia Việt Nam.
Ngày 13/7/1956, Chủ tịch Hồ Chí Minh tuyên bố khi trả lời hãng thông tấn AP (Mỹ): "Nhân dân cả nước Việt Nam sẽ đấu tranh mạnh hơn để cho có tổng tuyển cử tự do trong khắp cả nước. Đó là nguyện vọng tha thiết của toàn dân Việt Nam đã được Hiệp định Geneva1954 thừa nhận… Đất nước Việt Nam từ Bắc đến Nam là một khối, cần được thống nhất. Không thể chia cắt Việt Nam làm hai nước riêng biệt, cũng như không thể chia cắt Hoa Kỳ thành hai nước riêng biệt…"

## Các sự kiện hậu hiệp định

### Vấn đề tạm thời lấy vĩ tuyến 17 làm giới tuyến quân sự

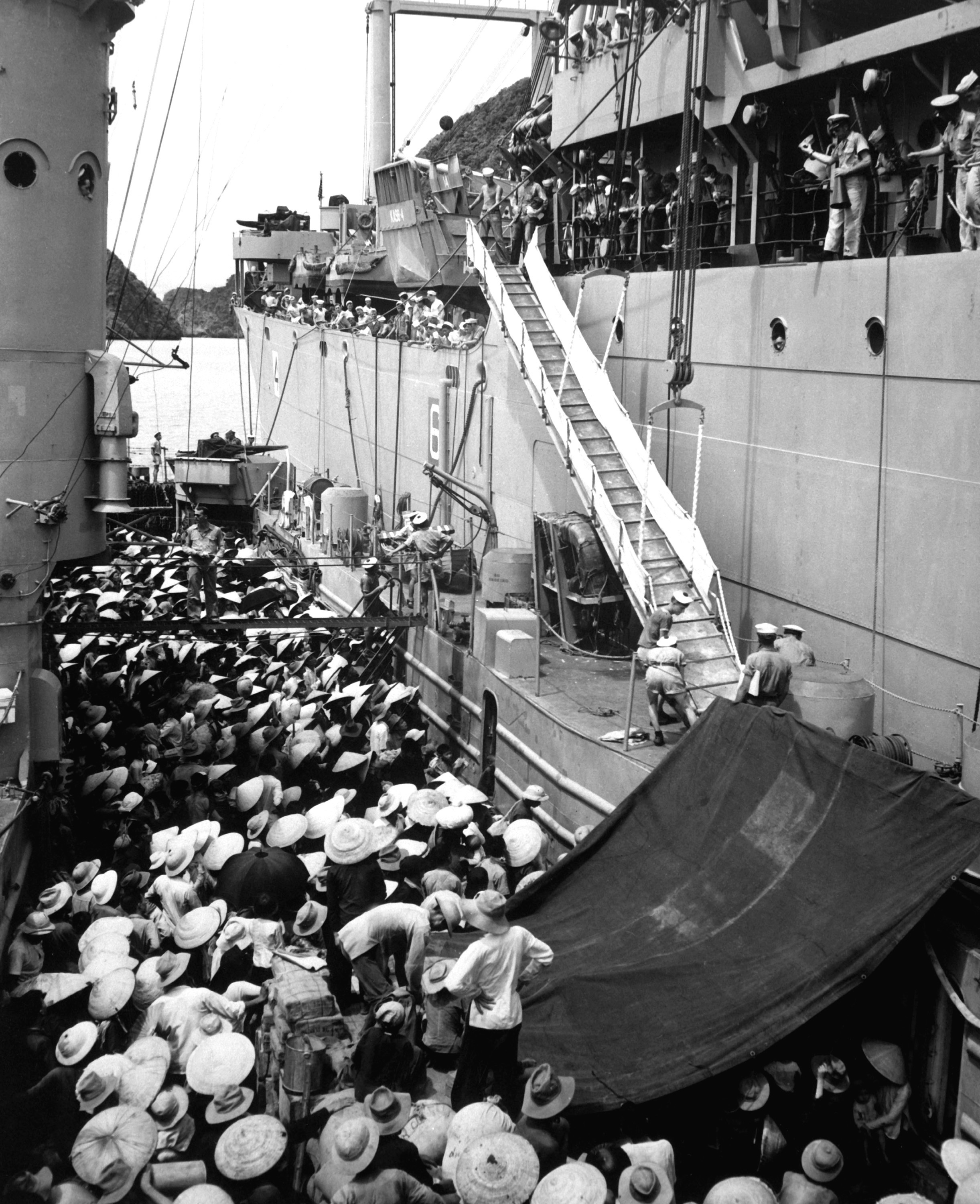
Sau Hiệp định, gần 1 triệu người đã rời miền Bắc Việt Nam theo chương trình Passage to Freedom (Con đường đến Tự Do) do Pháp và Hoa Kỳ tổ chức (tháng 8 năm 1954)

Theo báo cáo gửi về Hà Nội của phái đoàn Việt Nam Dân chủ Cộng hòa, Trưởng đoàn Phạm Văn Đồng nêu rõ ý tưởng giới tuyến quân sự là do phái đoàn Anh khởi xướng. Sau đó, ý tưởng được Pháp và Mỹ ủng hộ. Mỹ cho rằng nên để giới tuyến ở vỹ tuyến 20 còn Pháp cho rằng nên ở vỹ tuyến 16. Cả Pháp và Mỹ đều muốn chia Việt Nam thành hai quốc gia riêng biệt chứ không chỉ dừng lại là giới tuyến quân sự tạm thời. Về phía Trung Quốc, họ lúc đó đã nắm được ý đồ phá rối hội nghị của Mỹ nhưng cũng ủng hộ quan điểm về chia cắt Việt Nam thành hai quốc gia riêng biệt của các nước phương Tây bất chấp đây là điều Việt Nam Dân chủ Cộng hòa hết sức phản đối.
Ngày 02 tháng 3 năm 1954, trong thư gửi Trung ương Đảng Lao động Việt Nam, Trung ương Đảng Cộng sản Trung Quốc đã nêu nội dung: "Nếu muốn đình chiến, tốt nhất nên có một giới tuyến tương đối cố định, có thể bảo đảm được một khu vực tương đối hoàn chỉnh. Trên thực tế, giới tuyến đình chiến hôm nay có thể trở thành ranh giới chia cắt trong tương lai…Đường giới tuyến này càng xuống phía Nam càng tốt. Có thể tham khảo vĩ tuyến 16 độ Bắc"
Khi mới bắt đầu bước vào đàm phán, Việt Nam Dân chủ Cộng hòa chủ động đưa ra phương án tập kết tại chỗ đối với cả chính trị lẫn quân sự. Tuy nhiên, phía Pháp bác bỏ và yêu cầu phải có tập kết theo ranh giới rõ ràng khiến Việt Nam chuyển sang chủ trương lấy Vĩ tuyến 13, cắt ngang đèo Đại Lãnh giữa Phú Yên và Khánh Hòa, làm giới tuyến quân sự tạm thời bởi Việt Nam có vùng tự do Liên khu V kéo dài từ Quảng Nam vào đến Phú Yên và thời hạn tổng tuyển cử là 6 tháng sau khi ngừng bắn. Giới tuyến quân sự không được coi là biên giới quốc gia. Trước khi đàm phán bắt đầu, Việt Nam Dân chủ Cộng hòa muốn tập kết tại chỗ chứ không cần giới tuyến quân sự tạm thời khi ít nhất 75% diện tích lãnh thổ Việt Nam đang do họ kiểm soát. Hồ Chí Minh và các thuộc cấp nhận định phương án này chắc chắn sẽ bị Pháp phản đối nhưng họ sẽ dùng chiến thắng tại Điện Biên Phủ để buộc Pháp phải chấp nhận tập kết tại chỗ. Trong trường hợp không thành công, họ sẽ chuyển sang phương án ấy vĩ tuyến 13.
Theo phương án thứ hai, Chủ tịch Hồ Chí Minh chỉ đạo lấy vĩ tuyến 13 làm giới tuyến quân sự mặc dù là hợp lý nếu xét trên thực tế và sẽ giúp Việt Nam có được cố đô Huế, cũng như các vị trí chiến lược như Đà Nẵng hay Tây Nguyên (đây sẽ là những bàn đạp chiến lược cho các hoạt động quân sự và hỗ trợ lực lượng chính trị của Việt Minh ở miền Nam) nhưng đây chỉ là điểm khởi đầu để đàm phán, vĩ tuyến 17 là không thể chấp nhận được và phái đoàn sẽ chấp nhận vĩ tuyến 16. Trong trường hợp đàm phán khó khăn, Việt Nam sẽ chấp nhận để Pháp kiểm soát Đà Nẵng và Đường 9 - Khe Sanh để nối Biển Đông với Lào và chấp nhận để Hoàng tộc Huế có quyền tảo mộ hàng năm (do theo phương án này thì Huế sẽ nằm trong vùng kiểm soát của Quân đội Nhân dân Việt Nam).
Hai bên Việt Nam và Pháp ngừng bắn, tập kết chuyển quân và chuyển giao khu vực, lấy vĩ tuyến 17 là giới tuyến quân sự tạm thời cùng với một khu vực phi quân sự hai bên giới tuyến, tập kết chính trị tại chỗ, tập kết dân sự theo nguyên tắc tự nguyện.
Việt Nam sẽ thực hiện thống nhất bằng một cuộc tổng tuyển cử tự do trong cả nước vào tháng 7 năm 1956, dưới sự kiểm soát của ủy ban quốc tế (Ấn Độ, Ba Lan và Canada)
Việt Nam Dân chủ Cộng hòa miễn cưỡng chấp nhận giới tuyến tạm thời dù đã có chiến thắng ở trận Điện Biên Phủ và mục tiêu mà Chủ tịch Hồ Chí Minh đặt ra với đoàn đàm phán Việt Nam Dân chủ Cộng hòa là quyết tâm đạt được điều khoản mà trong đó Việt Nam được thống nhất về mọi mặt Các nhà sử học Việt Nam cho rằng Việt Nam Dân chủ Cộng hòa chấp nhận đàm phán do đó là thời điểm thuận lợi nhất để đạt được lợi ích tối đa. Tương quan lực lượng Việt Minh - Pháp thật sự không có lợi cho Việt Minh nếu tiếp tục chiến đấu. Điều Việt Minh cần lúc này là tạm hoãn chiến tranh để khôi phục thực lực, sử dụng giải pháp chính trị để giành chiến thắng toàn diện. Đồng thời, khi phái đoàn Việt Nam Dân chủ Cộng hòa sang Liên Xô và Trung Quốc để kêu gọi sự ủng hộ thì hai cường quốc này tuyên bố sẽ ngừng hỗ trợ Việt Nam nếu Việt Nam tiếp tục chiến tranh. Lúc đó, Trung ương Đảng Lao động Việt Nam cũng nhận định: "Kết quả từ Hiệp định đã làm cho lực lượng so sánh giữa ta và địch biến chuyển có lợi cho ta nhưng chưa phải biến chuyển căn bản có tính chất chiến lược". Đặc biệt, cục diện quốc tế lúc đó thực sự bất lợi cho Việt Nam Dân chủ Cộng hòa khi cả Liên Xô và Trung Quốc đều muốn hòa hoãn với phương Tây. Phó Thủ tướng Vũ Khoan, cho rằng chính sự can thiệp của các cường quốc khiến Việt Nam Dân chủ Cộng hòa không thể giành được thắng lợi toàn diện ngay lập tức mà phải tiến từng bước. Điều này cũng lặp lại ở Hội nghị Paris, khi Việt Nam Dân chủ Cộng hòa và Chính phủ Cách mạng lâm thời Cộng hòa Miền Nam Việt Nam vào năm 1973 mới chỉ giành được chiến thắng chiến lược khi đẩy Mỹ ra khỏi Việt Nam. Tới năm 1975, Việt Nam Cộng hòa mới đầu hàng Chính phủ Cách mạng lâm thời Cộng hòa Miền Nam Việt Nam.

### Lực lượng vũ trang tập kết và dân chúng di cư

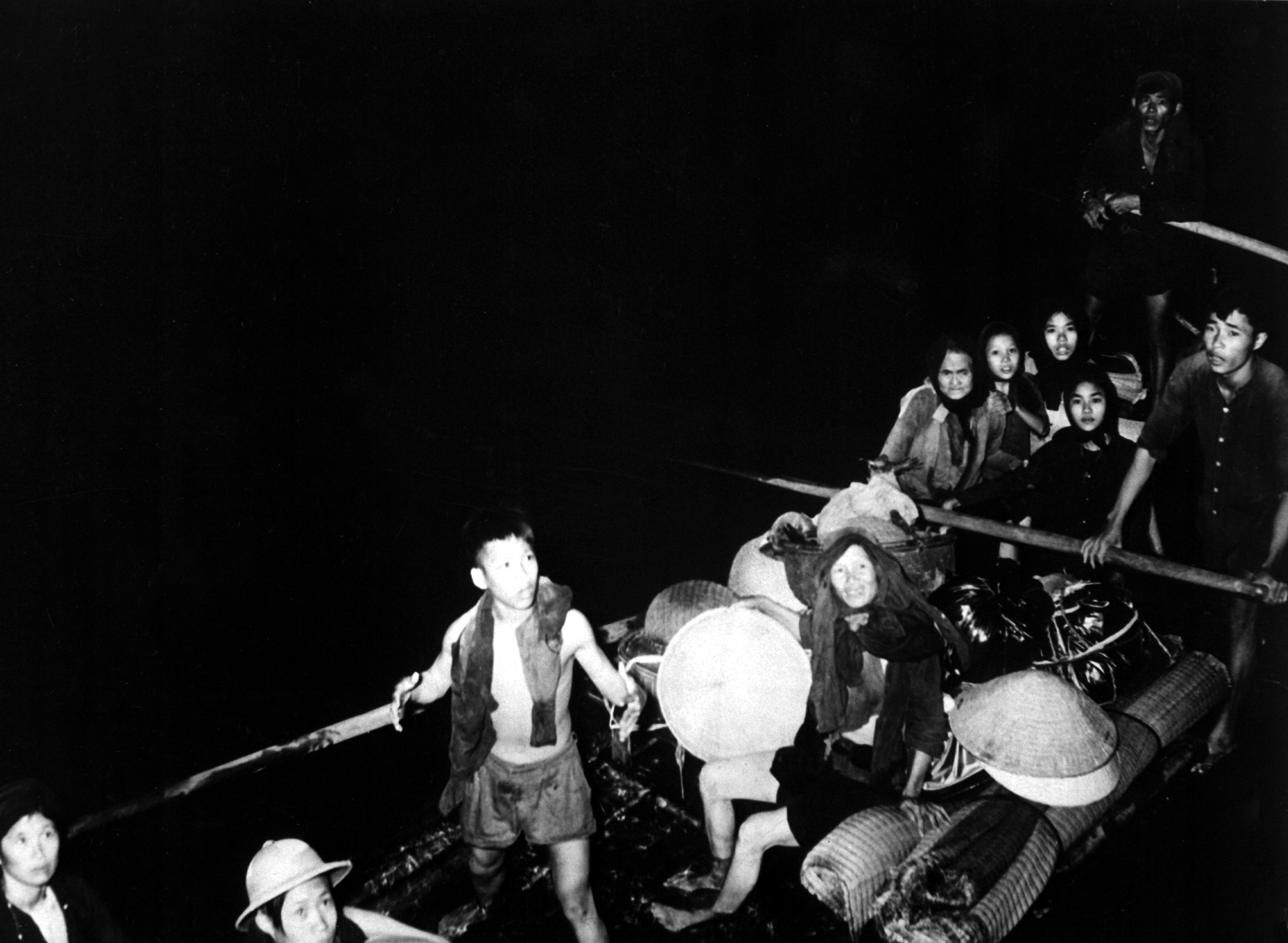
Những người di cư bằng thuyền năm 1954 từ miền Bắc

- Việc tập kết dân sự được tiến hành theo nguyên tắc tự nguyện.
- Tiến hành tập kết chính trị tại chỗ (tuy nhiên, các lực lượng chính trị thân Pháp đều theo Quân đội liên hiệp Pháp vào Nam)
- Quân đội Nhân dân Việt Nam, lực lượng vừa giành được thắng lợi quan trọng tại chiến dịch Điện Biên Phủ, tập kết về miền Bắc.
- Tuy không ký kết Hiệp định Genève nhưng vì hiệp ước Matignon không được hoàn thành nên lực lượng Quốc gia Việt Nam vẫn theo quân đội Pháp tập kết về miền Nam do Quốc gia Việt Nam vẫn thuộc Liên hiệp Pháp.
- Trong giai đoạn từ năm 1954 đến năm 1956, có từ 885.480 đến hơn 1 triệu người dân từ miền Bắc di cư vào Nam (trong đó có 676.348 - 800.000 người Công giáo, chiếm khoảng 2/3 số người Công giáo ở miền Bắc), và 130.000 người từ miền Nam (phần lớn là lực lượng kháng chiến của Việt Minh) tập kết ra Bắc.[65][66] Lực lượng chính trị của Việt Minh tập kết tại chỗ theo các quy định của Hiệp định.
- Quân đội Pháp dần dần rút khỏi miền Nam trong 2 năm và trao quyền kiểm soát hành chính lãnh thổ nam vỹ tuyến 17 cho Quốc gia Việt Nam, sau này là Việt Nam cộng hòa.

### Quốc gia Việt Nam từ chối tổng tuyển cử

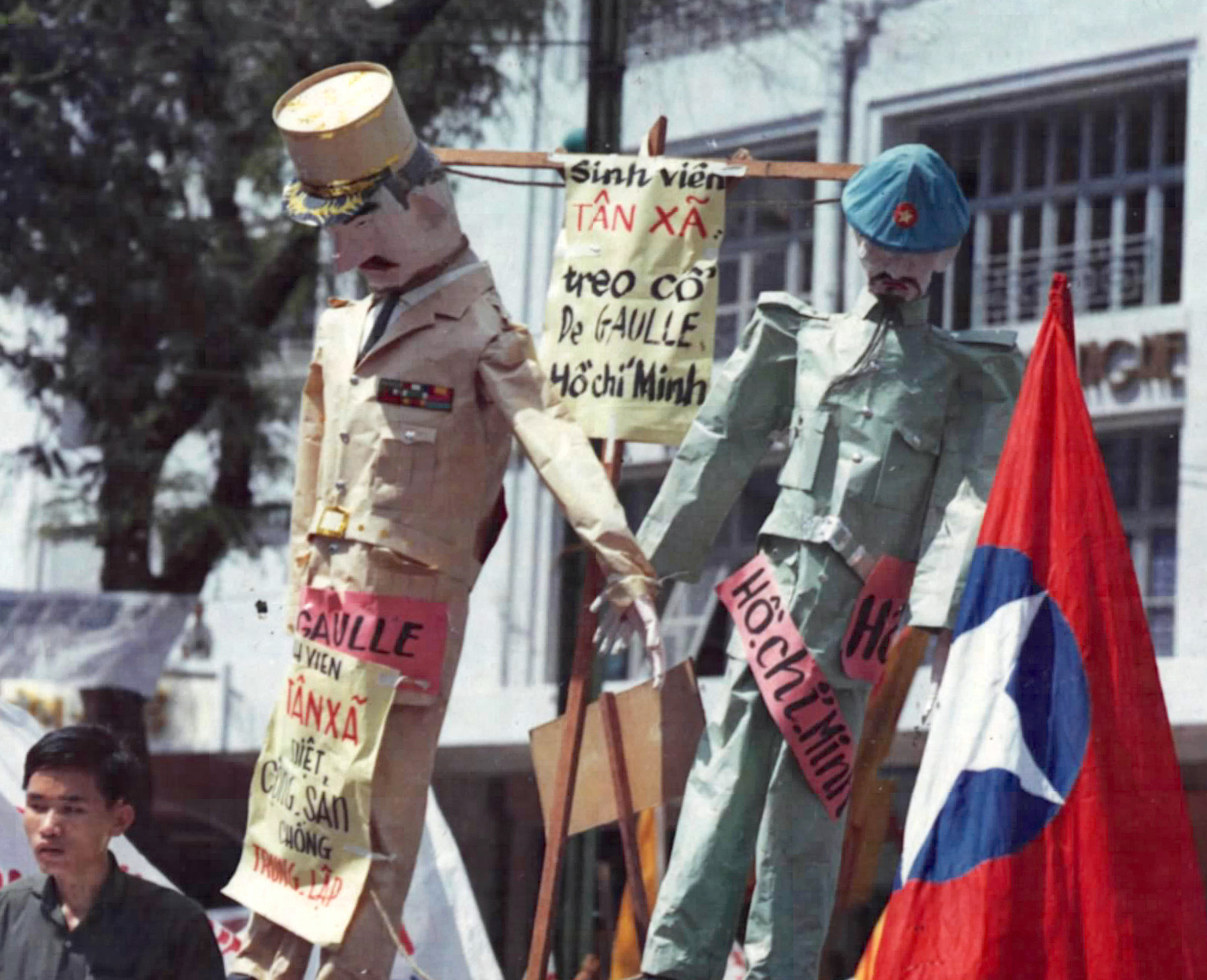
Hình nộm "Charles de Gaulle và Hồ Chí Minh bị treo cổ" của sinh viên biểu tình tại Sài Gòn, nhân dịp kỷ niệm 10 năm Hiệp định Genève vào tháng 7 năm 1964

Mỹ không công nhận kết quả Hiệp định Genève tuy nhiên vẫn tuyên bố ủng hộ nền hòa bình tại Việt Nam và thúc đẩy sự thống nhất hai miền Nam Bắc Việt Nam bằng các cuộc bầu cử tự do dưới sự giám sát của Liên Hợp Quốc. Tuy nhiên, những nguồn tin khác nhau chỉ ra cho Tổng thống Mỹ Eisenhower thấy khoảng 80% dân số Việt Nam sẽ bầu cho Hồ Chí Minh nếu cuộc tổng tuyển cử được thi hành., do đó Mỹ thực tế lại ủng hộ việc Việt Nam Cộng Hòa từ chối tổ chức Tổng tuyển cử tự do thống nhất Việt Nam.
Sau khi Hiệp định Genève được ký kết, Thủ tướng Quốc gia Việt Nam Ngô Đình Diệm tuyên bố: "Chúng tôi không từ chối nguyên tắc tuyển cử tự do để thống nhất đất nước một cách hoà bình và dân chủ", "thống nhất đất nước trong tự do chứ không phải trong nô lệ" nhưng đồng thời Ngô Đình Diệm còn nói thêm là ông "nghi ngờ về việc có thể bảo đảm những điều kiện của cuộc bầu cử tự do ở miền Bắc". Đáp lại những cáo buộc này, Hồ Chí Minh đã trả lời với các nhà báo Mỹ ở hãng U.P rằng: "Đó là lời vu khống của những người không muốn thống nhất Việt Nam bằng tổng tuyển cử tự do. Chính phủ Việt Nam Dân chủ Cộng hoà bảo đảm tổng tuyển cử sẽ được hoàn toàn tự do ở miền Bắc Việt Nam."
Theo Tuyên bố cuối cùng của Hiệp định Genève thì tổng tuyển cử ở cả hai miền được dự trù vào tháng 7 năm 1956 nhưng Tổng thống Ngô Đình Diệm bác bỏ mọi cuộc thảo luận sơ khởi, hành động này khiến Ngô Đình Diệm bẽ mặt ở phương Tây. Theo nhận xét của Tây phương thì Ngô Đình Diệm là kẻ ngoan cố và khao khát quyền lực chuyên chế, nhưng theo Duncanson thì sự thật phức tạp hơn. Miền Bắc có dân số đông hơn miền Nam 2 triệu người (tính cả gần 1 triệu người miền Bắc di cư vào Nam). Hơn nữa, vào thời điểm 1955 – 1956, trước sự hỗn loạn gây ra bởi các giáo phái và do hoạt động bí mật của Việt Minh tại miền Nam, cuộc Cải cách ruộng đất tại miền Bắc Việt Nam tạo ra bầu không khí căng thẳng dẫn đến cuộc nổi dậy của nông dân tại các vùng lân cận Vinh, những tình hình diễn ra ở cả hai miền khiến Ủy hội Quốc tế Kiểm soát Đình chiến Đông Dương không có hy vọng đảm bảo một cuộc bầu cử thật sự tự do trong đó cử tri có thể bỏ phiếu theo ý muốn mà không sợ bị trả thù chính trị. Theo Mark Woodruff, những quan sát viên của Canada thuộc Ủy hội Quốc tế Kiểm soát Đình chiến đồng ý với quan điểm của Quốc gia Việt Nam rằng miền Bắc không đủ điều kiện tổ chức bầu cử công bằng, đồng thời báo cáo rằng cả hai miền đều không thi hành nghiêm chỉnh thỏa thuận ngừng bắn trong khi phái đoàn Ấn Độ và Ba Lan có ý kiến ngược lại. Tuy nhiên, Clark Clifford đã dẫn các báo cáo của Ủy hội Quốc tế Kiểm soát Đình chiến cho biết: trong giai đoạn 1954-1956, họ chỉ nhận được 19 đơn khiếu nại về việc trả thù chính trị trên toàn lãnh thổ miền Bắc Việt Nam. Trên thực tế, ngay từ mùa hè năm 1956, chính quyền Việt Nam Dân chủ Cộng hòa đã ngừng tiến hành cải cách ruộng đất và tới cuối năm, tình hình hoàn toàn đi vào ổn định. Điều này đã đủ đảm bảo cho cuộc Tổng tuyển cử được diễn ra. Trong khi đó, hoạt động Tố cộng, diệt cộng và đàn áp tôn giáo của chính quyền Ngô Đình Diệm tiếp tục khiến miền Nam trở nên hỗn loạn.
Năm 1956, Allen Dulles đệ trình lên Tổng thống Mỹ Eisenhower báo cáo tiên đoán nếu bầu cử diễn ra thì "thắng lợi của Hồ Chí Minh sẽ như nước triều dâng không thể cản nổi". Ngô Đình Diệm chỉ có một lối thoát là tuyên bố không thi hành Hiệp định Genève. Được Mỹ khuyến khích, Ngô Đình Diệm kiên quyết từ chối tuyển cử. Mỹ muốn có một chính phủ chống Cộng tồn tại ở miền Nam Việt Nam, bất kể chính phủ đó có tôn trọng nền dân chủ hay không
Như vậy, Cuộc tổng tuyển cử tự do cho việc thống nhất Việt Nam đã không được tổ chức. Tới năm 1976, Việt Nam Dân chủ Cộng hòa và Chính phủ Cách mạng lâm thời Cộng hòa miền Nam Việt Nam tổ chức một cuộc Tổng tuyển cử khác để thống nhất đất nước về mặt Nhà nước.

### Mỹ hỗ trợ cho Quốc gia Việt Nam
Mỹ từ lâu đã coi miền Nam Việt Nam là địa bàn quan trọng trong chiến lược chống sự lan rộng của chủ nghĩa cộng sản tại Đông Nam Á và đã viện trợ tích cực cho Pháp chống lại Việt Nam Dân chủ Cộng hòa. Sau khi Pháp thất bại, Mỹ đẩy mạnh các hoạt động tại Việt Nam. Kế hoạch của Mỹ là viện trợ cho chính phủ Ngô Đình Diệm để giúp miền Nam Việt Nam hoàn toàn độc lập với Pháp (đó là cách duy nhất để lôi kéo những người dân tộc chủ nghĩa rời xa Việt Minh và ủng hộ Quốc gia Việt Nam); Mỹ cũng thúc đẩy Ngô Đình Diệm thành lập một chính quyền đoàn kết quốc gia đại diện cho những xu hướng chính trị chính tại Việt Nam, ổn định miền Nam Việt Nam, bầu ra Quốc hội, soạn thảo Hiến pháp rồi sau đó phế truất Quốc trưởng Bảo Đại một cách hợp pháp; cuối cùng do Ngô Đình Diệm là một người quốc gia không có liên hệ gì trong quá khứ với Việt Minh và Pháp do đó miền Nam Việt Nam sẽ trở nên chống Cộng mạnh mẽ. Cuối cùng, công thức này đòi hỏi một sự hợp tác từ cả Pháp và Mỹ để hỗ trợ Ngô Đình Diệm. Tuy nhiên, Pháp không có thiện cảm với Ngô Đình Diệm, Ngoại trưởng Pháp Faure cho rằng Diệm "không chỉ không có khả năng mà còn bị tâm thần... Pháp không thể chấp nhận rủi ro với ông ta", và sau đó Mỹ đã tiến hành kế hoạch một mình mà không có Pháp trợ giúp.
Năm 1954, đội bán quân sự của Mỹ do Edward Lansdale, người của CIA và đã làm cố vấn cho Pháp tại Việt Nam từ 1953, chỉ huy đã thực hiện các hoạt động tuyên truyền tâm lý chiến để kêu gọi và vận động dân chúng miền Bắc di cư vào Nam.
Hội đồng Tham mưu Liên quân Mỹ trước đây phản đối việc Mỹ đảm nhận huấn luyện cho Quân đội Quốc gia Việt Nam thì nay bằng lòng gửi cố vấn quân sự đến Việt Nam và nhấn mạnh phải bảo vệ Quốc gia Việt Nam chống lại sự can thiệp của Pháp. Do quân đội Pháp còn ở Đông Dương nên việc gửi người đến huấn luyện cho Quân đội Quốc gia Việt Nam phải tuân theo thể thức ngoại giao do đó tướng J. Lauton Collins được cử làm đại sứ tại Quốc gia Việt Nam. Collins ít tin tưởng vào việc Ngô Đình Diệm có thể ổn định Chính phủ và đề xuất mời Bảo Đại về nước chấp chính. Nếu điều đó không được thực hiện ông sẽ đặt vấn đề Mỹ nên rút lui khỏi Việt Nam. Pháp ủng hộ quan điểm này. Ngược lại, Ngoại trưởng Mỹ John Foster Dulles lại cho rằng Diệm là nhà lãnh đạo phù hợp và nói rằng Quốc hội Mỹ sẽ không đồng ý viện trợ cho Việt Nam nếu không có Diệm. Cuối cùng Collins đồng ý với quan điểm của Dulles và để làm yên lòng Pháp, Collins cho biết Mỹ sẽ tiếp tục viện trợ quân sự cho Pháp ít nhất 100 triệu USD cho tới tháng 12/1955 để Pháp duy trì sự hiện diện quân sự của mình tại miền Nam Việt Nam trong lúc Hiệp ước Manila (SEATO) chưa thể hành động.
Ngày 12/2/1955, Pháp rút các sĩ quan huấn luyện khỏi Việt Nam, trong khi Mỹ bắt đầu giúp huấn luyện sĩ quan Việt Nam tại các căn cứ quân sự Mỹ ở Thái Bình Dương; huấn luyện các lực lượng vũ trang của Quốc gia Việt Nam (sau là Việt Nam Cộng hòa); xây dựng các cơ sở hạ tầng phục vụ quân sự tại Philippines; bí mật đưa một lượng lớn vũ khí và thiết bị quân sự vào Việt Nam; giúp đỡ phát triển các kế hoạch "bình định Việt Minh và các vùng chống đối"
Việc Hoa Kỳ viện trợ quân sự cho Việt Nam Cộng hòa bị người Cộng sản ở cả hai miền cho rằng đó là hành vi vi phạm Hiệp định do tại Chương III Hiệp định cấm tất cả các bên được tăng quân, tăng vũ khí, thành lập mới các căn cứ quân sự. Phía Việt Nam Dân chủ Cộng hòa đã thực hiện rất nghiêm túc điều này, thậm chí số cơ sở bán vũ trang của họ còn bị thu hẹp sau các biện pháp đàn áp của chính quyền Ngô Đình Diệm. Tới năm 1959 (quá hơn 01 năm thời hạn tổ chức Tổng tuyển cử), miền Bắc mới bắt đầu có những hoạt động hỗ trợ mang tính vũ trang đầu tiên cho lực lượng kháng chiến ở miền Nam nhằm đáp trả các hành vi vi phạm Hiệp định từ phía Hoa Kỳ và Việt Nam Cộng hòa.

### Việt Nam Dân chủ Cộng hòa đề nghị tổng tuyển cử
Ngày 22-7-1954. Chủ tịch Hồ Chí minh ra Lời kêu gọi sau khi hội nghị Giơnevơ thành công ngày 22 tháng 7 năm 1954: "Từ nay, chúng ta phải ra sức đấu tranh để củng cố hoà bình, thực hiện thống nhất, hoàn thành độc lập và dân chủ trong toàn quốc...Đấu tranh để củng cố hoà bình, thực hiện thống nhất, hoàn thành độc lập dân chủ cũng là một cuộc đấu tranh lâu dài và gian khổ"...Để thực hiện hoà bình, bước đầu tiên là quân đội hai bên phải ngừng bắn. Để ngừng bắn, thì cần phải tách quân đội hai bên ra hai vùng khác nhau: tức là điều chỉnh khu vực. Điều chỉnh khu vực là việc tạm thời, là bước quá độ để thực hiện đình chiến, lập lại hoà bình, và tiến đến thống nhất nước nhà bằng cách tổng tuyển cử. Điều chỉnh khu vực quyết không phải là chia sẻ đất nước ta, quyết không phải là phân trị....Trung, Nam, Bắc đều là bờ cõi của nước ta, nước ta nhất định thống nhất, đồng bào cả nước nhất định được giải phóng. Chúng ta phải ra sức đấu tranh để thực hiện tổng tuyển cử tự do trong toàn quốc đặng thống nhất nước nhà. Chúng ta phải ra sức khôi phục và xây dựng, củng cố và phát triển lực lượng của ta về mọi mặt, để thực hiện quyền độc lập hoàn toàn của nước ta. Chúng ta củng cố tình hữu nghị vĩ đại giữa ta với Liên Xô, Trung Quốc và các nước bạn khác. Chúng ta đoàn kết hơn nữa với nhân dân Pháp, nhân dân châu á và nhân dân toàn thế giới để giữ gìn hoà bình. Tôi thiết tha kêu gọi tất cả những người thật thà yêu nước không phân biệt tầng lớp nào, tín ngưỡng nào, chính kiến nào và trước đây đã đứng về phe nào, chúng ta hãy thật thà cộng tác, vì dân vì nước mà phấn đấu để thực hiện hoà bình, thống nhất, độc lập, dân chủ trong nước Việt Nam yêu quý của chúng ta".
Trong cuộc phỏng vấn với nhà báo Regards vào ngày 18/11/1954, Chủ tịch Hồ Chí Minh khẳng định: "Chúng tôi thi hành triệt để các điều khoản đình chiến. Chúng tôi tiếc rằng các lực lượng Pháp không thi hành được như thế, mà còn làm trái nhiều là khác...Chúng tôi hết sức làm việc để củng cố hoà bình, thực hiện thống nhất, hoàn thành độc lập và dân chủ trong cả nước Việt Nam...Chúng tôi phải ra sức xây dựng lại nền kinh tế của nước chúng tôi bị chiến tranh tàn phá và nâng cao đời sống của đồng bào chúng tôi, trước hết là của nhân dân lao động thành thị và thôn quê...Tôi nghĩ rằng tình hình hiện nay (vấn đề di cư của người Công giáo sau khi Hiệp định được ký) ở miền Nam Việt Nam đáng lo ngại, vì bọn can thiệp Mỹ ngày càng nhúng vào một cách trắng trợn. Chắc chắn là đồng bào của chúng tôi ở miền Nam sẽ kiên quyết phản đối...Tất nhiên là chúng tôi có quan hệ anh em với các nước trong Mặt trận dân chủ. Đồng thời, chúng tôi muốn lập quan hệ hữu nghị với tất cả các nước khác, trước hết là với các nước châu Á"..
Trong cuộc phỏng vấn với phóng viên Hãng Thông tấn Press Trust of India vào ngày 05 tháng 1 năm 1955, Chủ tịch Hồ Chí Minh khẳng định: "Một trong các nhiệm vụ cấp bách của chúng tôi là Thi hành đúng đắn Hiệp định Giơnevơ và Củng cố hoà bình, thực hiện thống nhất, độc lập, dân chủ trong toàn quốc. Trong sự thi hành nhiệm vụ đó, chúng tôi sẵn sàng hợp tác thành thật với tất cả những nhân vật hoặc nhóm Việt Nam nào tán thành ủng hộ những mục đích đó, bất kể xu hướng chính trị và tín ngưỡng khác nhau...Việc thi hành hiệp định đình chiến một phần nào kết quả tốt đẹp, một phần nào không có kết quả tốt đẹp (coi bản giác thư của Ngoại trưởng và Tổng tư lệnh chúng tôi gửi Chủ tịch Hội nghị Giơnevơ và Uỷ ban Quốc tế). Uỷ ban Quốc tế thành thực đôn đốc việc thi hành hiệp định và có thể có kết quả hơn nếu đối phương cũng thi hành hiệp định một cách lương thiện."
Trong cuộc trả lời phỏng vấn với phóng viên Anh Rốt Xenxpô, báo Tin nhanh hàng ngày vào ngày 26/04/1956 Chủ tịch Hồ Chí Minh nói: "Hoà bình ở Việt Nam đang bị đe doạ vì Hiệp định Giơnevơ đang bị Chính quyền miền Nam vi phạm nghiêm trọng...Chúng tôi sẽ dùng mọi biện pháp đấu tranh bằng đường lối hoà bình để Hiệp định Giơnevơ được thực hiện triệt để"
Trong cuộc trả lời phỏng vấn với phóng viên Hãng thông tin Mỹ U.P vào ngày 13/07/1956, Chủ tịch Hồ Chí Minh khẳng định: "Nhân dân cả nước Việt Nam sẽ tiếp tục đấu tranh và đấu tranh mạnh hơn nữa để cho có tổng tuyển cử tự do trong khắp cả nước; vì đó là nguyện vọng tha thiết của toàn dân Việt Nam đã được Hiệp định Giơnevơ 1954 thừa nhận...Đó là lời vu khống (Những bình phẩm cho rằng: Trong trường hợp tổng tuyển cử toàn quốc, thì sẽ không có tuyển cử tự do ở miền Bắc) của những người không muốn thống nhất Việt Nam bằng tổng tuyển cử tự do. Chính phủ Việt Nam Dân chủ Cộng hoà bảo đảm tổng tuyển cử sẽ được hoàn toàn tự do ở miền Bắc Việt Nam...Chính phủ Việt Nam Dân chủ Cộng hoà chủ trương tổ chức tổng tuyển cử tự do theo đúng ý nguyện của toàn dân Việt Nam".
Năm 1956, Việt Nam Cộng hòa được thành lập trên cơ sở Quốc gia Việt Nam. Dưới sự hậu thuẫn của Hoa Kỳ, Việt Nam Cộng hòa tiếp tục theo đuổi chính sách của Quốc gia Việt Nam là từ chối tổng tuyển cử với lý do "nghi ngờ về việc có thể bảo đảm những điều kiện của cuộc bầu cử tự do ở miền Bắc".
Trong khi chính phủ Việt Nam Cộng hòa từ chối hiệp thương tổng tuyển cử tự do, đồng thời ra sức củng cố quyền lực, đàn áp khốc liệt những người kháng chiến cũ, cùng những Đảng viên Đảng Lao động trung thành còn lại ở miền Nam bằng những chiến dịch "tố cộng"-"diệt cộng", thì Việt Nam Dân chủ Cộng hòa vẫn chuẩn bị cho tổng tuyển cử và cố gắng theo đuổi các giải pháp hòa bình..
Nghị quyết tháng 3 năm 1955 của Ủy ban Trung ương Đảng Lao động chính thức tuyên bố chính sách đặt ưu tiên cao nhất cho việc xây dựng miền Bắc trong khi sử dụng ngoại giao để kêu gọi một giải pháp hòa bình cho miền Nam. Hà Nội tìm kiếm hỗ trợ quốc tế, kêu gọi các đồng chủ tịch hội nghị Genève, nhắc nhở Pháp về trách nhiệm đối với việc thống nhất hai miền Việt Nam thông qua Tổng tuyển cử tự do theo đúng tinh thần của Bản Tuyên bố cuối cùng tại Hội nghị Genève. Tháng 6 năm 1955 Hà Nội tuyên bố sẵn sàng mở hội nghị hiệp thương với Sài Gòn nhưng không được đáp ứng, đã gửi thư cho hai đồng chủ tịch hội nghị (Anh- Liên Xô) yêu cầu ứng phó và vạch rõ chính quyền Sài gòn bị ràng buộc, hai đồng chủ tịch sao các bức thư của chính phủ Việt Nam Dân chủ Cộng hòa gửi các nước tham dự hội nghị và các nước trong Ủy ban quốc tế, yêu cầu nhận xét và mở lại hội nghị Genève. Chính quyền Hà Nội đồng ý mở lại hội nghị. Tháng 4 năm 1956 hai chủ tịch hội nghị hội đàm, gửi ba thư cho chính quyền 2 miền Việt Nam, chính quyền Pháp và ủy ban quốc tế, xác nhận giá trị pháp lý của hiệp nghị. Miền Bắc cũng ra sách trắng "Tài liệu về việc thi hành Hiệp nghị Genève".
Trong bài chính luận "Sách Trắng của Mỹ" đăng trên báo Nhân dân (số 3992, ngày 8-3-1965) nhằm phản đối việc Mỹ đổ quân vào Việt Nam, Chủ tịch Hồ Chí Minh nhắc lại: "Hiệp định Giơnevơ 1954, trong Điều 17, 18, 19 và trong điểm 4, 6 đã quy định rõ ràng: Cấm không được đưa vào Việt Nam các thứ vũ khí nước ngoài. Cấm không được xây dựng cǎn cứ quân sự mới trên lãnh thổ Việt Nam. Cấm nước ngoài không được lập cǎn cứ quân sự ở Việt Nam. Cấm đưa binh lính, nhân viên quân sự và vũ khí đạn dược nước ngoài vào Việt Nam. Giới tuyến 17 là tạm thời, không phải là giới tuyến chính trị, hoặc giới tuyến lãnh thổ; Việt Nam sẽ thống nhất bằng một cuộc tổng tuyển cử tự do khắp cả nước vào nǎm 1956."
Trong khi tiến trình yêu cầu và từ chối đàm phán vẫn tiếp diễn, Việt Nam Dân chủ Cộng hòa còn cố tái lập quan hệ thương mại giữa 2 miền, để giúp "nhân dân hai vùng trao đổi kinh tế, văn hóa và xã hội, nhằm tạo thuận lợi cho việc khôi phục cuộc sống bình thường của người dân." Hội nghị Ban Chấp hành Trung ương lần thứ tám (khoá II) dự kiến: "Muốn thống nhất nước nhà bằng phương pháp hoà bình, cần phải tiến hành thống nhất từng bước; từ chỗ tạm thời chia làm hai miền tiến đến chỗ thống nhất chưa hoàn toàn, từ chỗ thống nhất chưa hoàn toàn sẽ tiến đến chỗ thống nhất hoàn toàn." Nhưng cũng như vấn đề bầu cử, chính quyền Việt Nam Cộng hòa thậm chí còn từ chối cả việc thảo luận.
Về mặt ngoại giao, theo giáo sư Ilya Gaiduk của Viện Hàn lâm Khoa học Nga, vào ngày 25/01/1956, Trung Quốc và Việt Nam Dân chủ Cộng hòa nhắc lại đề nghị tái triệu tập Hội nghị Geneva để tổ chức Tổng tuyển cử. Tới 18/02/1956, phía Liên Xô đạt được thống nhất với Trung Quốc và Việt Nam Dân chủ Cộng hòa trong việc tái triệu tập Hội nghị Geneva. Sau đó, Trường Chinh khi sang Moskva họp đại hội Đảng Cộng sản Liên Xô năm 1956 đã nói với Vasilii Kuznetzov, thứ trưởng ngoại giao Liên Xô rằng miền Bắc chưa hội tụ đủ tất cả điều kiện nhưng đã có đủ các điều kiện chủ chốt để tổ chức Tổng tuyển cử thống nhất đất nước và đề nghị Liên Xô giúp đỡ do việc Hội nghị Cố vẫn của ICC vẫn chưa diễn ra đã gây cản trở cho việc tổ chức Tổng tuyển cử như kế hoạch. Trường Chinh đề nghị tổ chức cuộc họp giữa 9 bên tham gia Hội nghị và 3 bên tham gia ICC để thúc đẩy Tổng tuyển cử. Đáp lại, phía Liên Xô khẳng định chỉ có thể tác động tới phái đoàn Ấn Độ và cũng cảnh báo với Trường Chinh rằng sẽ không có việc tái triệu tập Hội nghị, Việt Nam Dân chủ Cộng hòa phải chấp nhận rằng không có Tổng tuyển cử và Việt Nam phải tự chuẩn bị phương án cho chính mình. Bất chấp việc không được Liên Xô và Trung Quốc ủng hộ, thậm chí Liên Xô đã nhắm mắt trước những gì đang xảy ra tại Đông Dương, Việt Nam Dân chủ Cộng hòa vẫn tiếp tục có những nỗ lực ngoại giao.. Theo cuốn Việt Nam - Liên Xô, 30 năm quan hệ 1950-1980, thì Trường Chinh khẳng định với Vasilii Kuznetzov rằng Việt Nam Dân chủ Cộng hòa chắc chắn đủ khả năng tổ chức Tổng tuyển cử ở khu vực đồng bằng và các thành phố lớn nhưng đối với một số khu vực miền núi phía bắc thì thực sự gặp những khó khăn nhất định nhưng đây là lại là khu vực chắc chắn cho Việt Nam Dân chủ nhiều ủng hộ tuy ít dân do đã có truyền thống ủng hộ Việt Minh từ thời kháng chiến chống Pháp. Do đó, Việt Nam Dân chủ Cộng hòa đề nghị Liên Xô có những trợ giúp về mặt hậu cần và kỹ thuật tại các khu vực đó cũng như gây áp lực quốc tế để cuộc Tổng tuyển cử được tổ chức theo đúng như Hiệp định (vào tháng 7 năm 1956). Các cường quốc đã không ủng hộ lời kêu gọi tổ chức tuyển cử của Việt Nam Dân chủ Cộng hòa mà muốn hiện trạng chia cắt Việt Nam được giữ nguyên. Tháng 5/1956, một nhà ngoại giao Hungary tên József Száll đã nói chuyện với một trợ lý thứ trưởng của Bộ Ngoại giao Trung Quốc, rằng theo ý kiến của Chính phủ Trung Quốc thì "các nghị quyết của hiệp định Genève, tức là, việc tổ chức bầu cử tự do và thống nhất Việt Nam, không thể được thực hiện trong thời gian này... với tình trạng hiện nay tại miền Nam Việt Nam cần một thời gian dài để đạt được những mục tiêu này do đó thật vô lý nếu những nước từng tham gia Hội nghị Geneva như Liên Xô hoặc Trung Quốc đòi triệu tập một hội nghị quốc tế về giải pháp đã được thông qua năm 1954". Nói cách khác, những cường quốc của khối Xã hội chủ nghĩa đã không cung cấp cho Việt Nam Dân chủ Cộng hòa sự hỗ trợ quốc tế mà họ kêu gọi. Tới ngày 11/04/1956, trong cuộc gặp giữa Đại sứ Liên Xô tại Hà Nội Mikhail Zyminanin, Ủy viên TW Đảng Phạm Hùng tiếp tục khẳng định Việt Nam Dân chủ Cộng hòa tiếp tục theo đuổi biện pháp hòa bình để thực thi nghiêm chỉnh Hiệp định, thậm chí sẵn sàng đàm phán trực tiếp với Ngô Đình Diệm bất chấp việc thực thi Hiệp định ở miền Nam đang rất bấp bênh.
Tháng 7 năm 1956, sau khi yêu cầu đàm phán không được chính quyền Ngô Đình Diệm trả lời, Hà Nội yêu cầu các đồng chủ tịch hội nghị Genève tổ chức một cuộc hội nghị mới, yêu cầu này lại được lặp lại vào tháng 8. Các yêu cầu đàm phán với chính phủ Ngô Đình Diệm tiếp tục được gửi vào tháng 6 và tháng 7 năm 1957, tháng 3 và tháng 12 năm 1958, tháng 7 năm 1959, và tháng 7 năm 1960, nhưng đều bị từ chối
. Đầu năm 1961, Bộ trưởng Ngoại giao Việt Nam Dân chủ cộng hòa gửi công hàm cho hai Chủ tịch hội nghị Genève. Công hàm của Bộ trưởng Ngoại giao gửi hai Chủ tịch hội nghị Genève năm 1954 về tình hình thi hành Hiệp nghị Genève ở miền Nam Việt Nam công bố trong họp báo 17 tháng 3 năm 1961, cuối bức điện có đoạn: "Về phần mình, Chính phủ nước Việt Nam Dân chủ cộng hòa luôn luôn chủ trương tôn trọng và nghiêm chỉnh thi hành Hiệp nghị Giơnevơ vì lợi ích của nhân dân Việt Nam đồng thời vì lợi ích của hòa bình ở Đông Dương và Đông Nam Á."

### Chiến tranh tiếp diễn
Lo ngại trước việc những người kháng chiến cũ của chính quyền Việt Nam Dân chủ Cộng hòa hoạt động bí mật kết hợp công khai tại miền Nam tiến hành hoạt động tuyên truyền và tổ chức quần chúng đấu tranh chính trị đòi thi hành Tổng tuyển cử, chính phủ Việt Nam Cộng hoà mở Chiến dịch "tố Cộng, diệt Cộng" từ mùa hè năm 1955. Chiến dịch này đã dẫn đến hàng nghìn người kháng chiến cũ bị bắt, bị giết, thậm chí là bị thảm sát hàng loạt, số còn lại phải chạy về các vùng chiến khu chống Pháp cũ để sống sót. Những người kháng chiến cũ đáp trả bằng cách ám sát các viên chức Việt Nam Cộng hòa lãnh đạo các đợt "tố Cộng, diệt Cộng" qua các chiến dịch "diệt ác ôn" và tập hợp lại thành các đơn vị bán vũ trang quy mô trung đội, đại đội hoặc tiểu đoàn tấn công vào quân đội Việt Nam Cộng hoà. Đến cuối năm 1959, Những người kháng chiến cũ ở miền Nam đã thay đổi từ phương thức đấu tranh chính trị đơn thuần sang đấu tranh chính trị kết hợp đấu tranh vũ trang. Cũng trong năm 1959, đoàn cán bộ đầu tiên của Việt Nam Dân chủ Cộng hoà dưới tên gọi Đoàn 559 bí mật vượt Trường Sơn vào chi viện cho miền Nam. Đặc biệt, Luật 10-59 đã buộc Việt Nam Dân chủ Cộng hòa có những hỗ trợ cho những người Cộng sản ở miền nam Việt Nam.
Tháng 9 năm 1960, trước các hành động vi phạm Hiệp định của chính quyền Ngô Đình Diệm, Đại hội Đại biểu toàn quốc lần thứ ba của Đảng Lao động Việt Nam quyết định cho chính phủ Việt Nam Dân chủ Cộng hòa chính thức ủng hộ các hoạt động đấu tranh vũ trang và chính trị của những người kháng chiến cũ ở miền Nam (với nòng cốt là cơ sở chính trị của lực lượng Việt Minh tại miền Nam vốn được hưởng quy chế tập kết tại chỗ của Hiệp định), mở ra một giai đoạn mới của Chiến tranh Việt Nam.

## Hiệp định được thi hành

### Việt Nam Dân chủ Cộng hòa
Sau khi Hiệp định được ký kết, Bộ Tổng tư lệnh Quân đội nhân dân Việt Nam đã ra lệnh ngừng bắn trong những điều kiện phức tạp khi chiến tuyến hai bên không rõ ràng, lực lượng hai bên đan xen nhau và trong khi Quân đội nhân dân đang đà thắng lợi sau Chiến thắng Điện Biên Phủ. Tại nhiều vùng, Quân đội nhân dân đã hoàn thành việc ngừng bắn sớm hơn hạn định.
Mười lăm ngày sau khi ngừng bắn, Quân đội Nhân dân đã tiếp quản các tỉnh Bắc Giang, Bắc Ninh, Vĩnh Yên, Phúc Yên, Sơn Tây, Hưng Yên, Hải Ninh. Ngày 6/10/1954, Quân đội nhân dân bắt đầu tiếp quản khu chu vi Hà Nội trong đó có tỉnh lị Hà Đông, cho đến ngày 10/10/1954 thì Quân đội nhân dân đã tiến vào khu nội thành: Hà Nội, thủ đô của nước Việt Nam Dân chủ Cộng hòa đã được hoàn toàn giải phóng. Hai mươi ngày sau Quân đội Nhân dân tiếp quản thành phố Hải Dương.
Để đảm bảo quá trình tiếp quản diễn ra an toàn, Chính phủ Việt Nam Dân chủ Cộng hòa đã đề ra tám chính sách tiếp quản vùng mới giải phóng và mười điều kỷ luật mà bộ đội và cán bộ đều phải tuân theo.
Ở miền Nam, Quân đội nhân dân đã bàn giao cho Quân đội Liên hiệp Pháp nhiều khu vực mà Quân đội nhân dân đang kiểm soát như Hàm Tân, Xuyên Mộc, Đồng Tháp Mười, Cà Mau và một phần tỉnh Quảng Ngãi.
Về việc trao trả tù binh, quân đội và nhân dân Việt Nam thi hành chính sách nhân đạo và khoan hồng của Chính phủ nước Việt Nam Dân chủ Cộng hòa đối với tù binh. Đối với tù binh quốc tịch Việt Nam, Quân đội nhân dân đã thể theo nguyện vọng của họ và đã cho họ trở về với gia đình mỗi năm đến hàng vạn người. Đối với tù binh Âu - Phi, theo thống kê chưa đầy đủ thì từ 1950 đến khi ký kết đình chiến, Quân đội nhân dân đã phóng thích và cho hồi hương trên 4.000 người; Quân đội nhân dân đã nhiều lần cho phép quân đội liên hiệp Pháp đến lấy thương binh của họ ở Thất Khê (1950), Thái Nguyên (1951), Điện Biên Phủ (1954). Tỷ lệ tử vong của tù binh Pháp tại Điện Biên Phủ cao hơn so với các trại tù binh.
Từ khi Hiệp định được ký kết, Quân đội nhân dân Việt Nam đã trao trả cho quân đội Liên hiệp Pháp 1 vạn 3.414 người, trong đó có 9.247 Âu - Phi có 54 sĩ quan, từ thiếu tá đến thiếu tướng, 530 sĩ quan từ thiếu úy đến đại úy, 3.523 hạ sĩ quan.
Phía Việt Nam Dân chủ Cộng hòa đã thi hành điều khoản thuộc vấn đề không phân biệt đối xử, không trả thù và đảm bảo tự do dân chủ cho những cá nhân hay tổ chức đã cộng tác với đối phương trong thời gian chiến tranh, việc tự do lựa chọn chỗ ở cũng được đảm bảo. Những công chức trước làm việc trong cơ quan của Quốc gia Việt Nam sau đó ở lại với Chính phủ Việt Nam Dân chủ Cộng hòa đều được lưu dụng theo chức cũ, lương cũ. Chỉ riêng ở Hà Nội số đó đã tới trên 7.000 nghĩa là gần 72% tổng số công chức của Quốc gia Việt Nam trước đây. Binh lính của Quân đội Quốc gia Việt Nam đã bỏ hàng ngũ ở lại trong vùng mới giải phóng đều được tự do và yên ổn làm ăn, ở thôn quê thì được hưởng những quyền lợi ruộng đất như người công dân khác, ở thành thị thì một số đã được thu xếp công ăn việc làm; riêng ở Hà Nội số binh sĩ của đối phương đã bỏ hàng ngũ và ở lại miền Bắc đã có trên 1 vạn người.
Quyền tự do tín ngưỡng được tôn trọng. Chính quyền Việt Nam Dân chủ Cộng hòa đã giúp đỡ sửa sang lại một số nhà thờ và đình chùa. Sự đi lại ở miền Bắc cũng như sự đi lại và lựa chọn chỗ ở giữa miền Bắc và miền Nam giới tuyến quân sự tạm thời đều được tự do.

## Sự kế thừa củaHiệp định Paris 1973đối với Hiệp định Genève, 1954
Hiệp định Paris 1973 kế thừa Hiệp định Genève, 1954 khi tiếp tục khẳng định Việt Nam là một quốc gia độc lập, có chủ quyền, toàn vẹn lãnh thổ, giới tuyến quân sự tạm thời không được coi là biên giới quốc gia. Đồng thời, Hiệp định Paris 1973 cũng quy định Việt Nam được thống nhất thông qua Hiệp thương Tổng tuyển cử. Để hoàn thành nốt các điều khoản trong Hiệp định Paris vốn kề thừa từ Hiệp định Genève, 1954 liên quan đến Tổng tuyển cử, Việt Nam Dân chủ Cộng hòa và Cộng hòa miền Nam Việt Nam tiến hành cuộc Tổng tuyển cử năm 1976 để thống nhất thành Cộng hòa Xã hội Chủ nghĩa Việt Nam.

## Đánh giá
Chủ tịch nước Việt Nam Trương Tấn Sang nhận định:
| “ | "Hiệp định Genève là một bước tiến quan trọng, khẳng định khát vọng của Việt Nam về một nền hòa bình gắn liền với độc lập, chủ quyền, thống nhất và toàn vẹn lãnh thổ; vừa có ý nghĩa pháp lý, vừa tạo cơ sở vật chất, tinh thần để nhân dân ta tiếp tục đấu tranh giành thắng lợi trong sự nghiệp giải phóng hoàn toàn đất nước" | ” |

Phó Thủ tướng, Ngoại trưởng Việt Nam Phạm Bình Minh cho rằng:
| “ | "Hội nghị đánh dấu lần đầu tiên ngoại giao Việt Nam bước lên vũ đài đàm phán đa phương với sự tham gia của các cường quốc, để bàn về các vấn đề liên quan tới quyền cơ bản của chính dân tộc mình. Cùng với chiến thắng Điện Biên Phủ, Hiệp định Geneva còn có ý nghĩa quốc tế to lớn và mang tính thời đại sâu sắc. Thắng lợi của ngoại giao Việt Nam tại Hội nghị Geneva là dựa trên nền tảng sức mạnh đoàn kết dân tộc và sự phối hợp hiệu quả các mặt trận, tạo nên sức mạnh tổng hợp của cả đất nước...Hội nghị Geneva là một cột mốc lịch sử đối với sự nghiệp Cách mạng của dân tộc ta. Chúng ta đã kiên trì, kiên quyết đấu tranh cho một giải pháp toàn diện về chính trị và quân sự; đạt được mục tiêu cơ bản, cốt lõi, giành được thắng lợi từng bước, tạo tiền đề đưa sự nghiệp cách mạng đấu tranh giành độc lập dân tộc và thống nhất đất nước đi đến thắng lợi trọn vẹn, vẻ vang sau này." | ” |